# Jones (Familienname)
Jones ist ein englischer Familienname.

## Herkunft und Bedeutung
Der patronymische Name bedeutet „Sohn des John“ (englisch) oder „Sohn des Siôn“ (walisisch).

## Varianten
- Johns
- Johnson, Jonson

## Namensträger

### A
- A. Elizabeth Jones (* 1948), US-amerikanische Diplomatin
- Aaron Jones (* 1994), US-amerikanischer American-Football-Spieler
- Aaron Jones (Cricketspieler) (* 1994), US-amerikanischer Cricketspieler
- Adam Jones (Historiker) (* 1950), britischer Afrikanist
- Adam Jones (Musiker) (* 1965), US-amerikanischer Gitarrist und Techniker
- Adam Rhys Jones (* 1981), walisischer Rugbyspieler
- Adam Jones (Footballspieler) (* 1983), US-amerikanischer American-Football-Spieler
- Aggie Beever-Jones (* 2003), englische Fußballspielerin
- Akela Jones (* 1995), barbadische Leichtathletin
- Al Jones (Sänger) (Alfred Jones; * 1951), deutsch-amerikanischer Sänger und Gitarrist
- Al Jones (Schlagzeuger) (Albert Francis Jones; 1930–1976), US-amerikanischer Schlagzeuger
- Alan Jones (Cricketspieler, 1938) (* 1998), walisischer Cricketspieler
- Alan Jones (Manager) (1939–2014), britischer Manager
- Alan Jones (Rugbytrainer) (* 1941), australischer Rugby-Union-Trainer und Radiomoderator
- Alan Jones (Fußballspieler, 1945) (1945–2023), walisischer Fußballspieler
- Alan Jones (Bobfahrer) (* 1946), britischer Bobfahrer
- Alan Jones (* 1946), australischer Automobilrennfahrer
- Alan Jones (Filmeditor) (* 1947), britischer Filmeditor
- Alan Jones (Bassist) (* 1947), britischer Bassgitarrist
- Alan Jones (Fußballspieler, 1951) (* 1951), englischer Fußballspieler
- Alan Jones (Rennfahrer, II), britischer Motorradrennfahrer
- Alan Jones (Diplomat) (David Alan Jones; * 1953), britischer Diplomat
- Alan Jones (Schlagzeuger) (* 1962), US-amerikanischer Jazzmusiker
- Alan G. Jones, Geowissenschaftler
- Alan Pryce-Jones (1908–2000), britischer Literaturkritiker, Schriftsteller und Journalist
- Alan Rankin Jones (1902–1945), US-amerikanischer Jazzmusiker
- Alan W. Jones (1894–1969), US-amerikanischer Generalmajor
- Albert Evans-Jones (1895–1970), walisischer Dichter
- Albinia Jones (1914–1989), US-amerikanische Sängerin
- Aled Jones (* 1970), walisischer Sänger und Hörfunkmoderator
- Alex Jones (Fußballspieler, 1964) (Alexander Jones; * 1964), englischer Fußballspieler
- Alex Jones (Radiomoderator) (Alexander Emerick Jones; * 1974), US-amerikanischer Radiomoderator, Unternehmer und Verschwörungstheoretiker
- Alex Jones (Rennfahrer) (Alexander Jones; 1988–2019), britischer Automobilrennfahrer und Radsportler
- Alex Jones (Fußballspieler, 1994) (Alexander Richard Jones; * 1994), englischer Fußballspieler
- Alex Jones (Pornodarsteller) (* 2. 1991), US-amerikanischer Pornodarsteller
- Alex Jones (Tennisspieler) (* 1998), US-amerikanischer Tennisspieler
- Alexander Jones (Wissenschaftshistoriker) (* 1960), kanadischer Wissenschaftshistoriker
- Alexander Jones (1988–2019), britischer Automobilrennfahrer und Radsportler, siehe Alex Jones (Rennfahrer)
- Alexander Emerick Jones (* 1974), US-amerikanischer Radiomoderator, siehe Alex Jones (Radiomoderator)
- Alexander H. Jones (1822–1901), US-amerikanischer Politiker
- Alfonso Jones (* 1951), mexikanischer Bogenschütze
- Alfred Jones (Boxer) (Al Jones; * 1946), US-amerikanischer Boxer
- Alfred Ernest Jones (1879–1958), siehe Ernest Jones
- Alfred Garth Jones (1872–1955), englischer Künstler, Illustrator und Designer
- Alfred Winslow Jones (1900–1989), australischer Fondsmanager
- Alfredo Jones Brown (1876–1950), uruguayischer Architekt
- Alice Jones (Schwimmerin) (* 1951 oder 1952), US-amerikanische Schwimmerin
- Alice Jones (Skirennläuferin) (* 1976), australische Alpine Skirennläuferin
- Allan Jones (Schauspieler) (1907–1992), US-amerikanischer Schauspieler und Sänger
- Allan Jones (Fußballspieler) (Allan Powell Jones; 1940–1993), walisischer Fußballspieler
- Allan Frewin Jones (* 1954), britischer Autor
- Allen Jones (Politiker) (1739–1798), US-amerikanischer Politiker
- Allen Jones (Künstler) (* 1937), britischer Künstler
- Allen Jones (Basketballspieler) (* 1950), US-amerikanischer Basketballspieler
- Allen Neal Jones, eigentlicher Name von AJ Styles (* 1977), US-amerikanischer Wrestler
- Alun Jones, Baron Chalfont (1919–2020), britischer Politiker, Journalist und Autor
- Alun Jones (Tennisspieler) (* 1980), australischer Tennisspieler
- Alun R. Jones, britischer Geograph
- Alun Wyn Jones (* 1985), walisischer Rugby-Union-Spieler
- Alvin Jones (Eishockeyspieler) (1917/1918–2007), kanadischer Eishockeyspieler
- Alvin Jones (Basketballspieler) (* 1978), luxemburgisch-amerikanischer Basketballspieler
- Alvin Jones (Fußballspieler) (* 1994), Fußballspieler aus Trinidad und Tobago
- Alwyn Rice Jones (1934–2007), britischer Geistlicher, Erzbischof von Wales

- Amanda Jones (Erfinderin)  (1835–1914), US-amerikanische Autorin und Erfinderin
- Amanda Jones (Musikerin), Filmmusikerin
- Amanda Jones (Schauspielerin) (* 1998 oder 1999), US-amerikanische Schauspielerin und Model
- Amy Jones (* 1993), englische Cricketspielerin
- Amy Holden Jones, US-amerikanische Drehbuchautorin
- Andras Jones (* 1968), US-amerikanischer Schauspieler, Musiker, Autor und Hörfunkmoderator
- Andrew Jones (australischer Politiker) (1944–2015), australischer Politiker
- Andrew Jones (Cricketspieler, 1959) (Andrew Howard Jones, * 1959), neuseeländischer Cricketspieler
- Andrew Jones (Wirtschaftswissenschaftler), britischer Wirtschaftswissenschaftler
- Andrew Jones (britischer Politiker) (* 1963), britischer Politiker
- Andrew Jones (australischer Cricketspieler) (* 1964), australischer Cricketspieler
- Andrew Jones (englischer Cricketspieler) (Andrew Paul Jones, * 1964), englischer Cricketspieler
- Andrew R. Jones (* 1972), US-amerikanischer Animator
- Andrew Jones (Cricket-Administrator) (* 1972), australischer Cricket-Administrator
- Andrew Jones (Cricketspieler, 1972) (Andrew James Jones, * 1972), walisischer Cricketspieler
- Andrew Jones (Schachspieler) (* 1974), walisischer Schachspieler
- Andrew Jones (Cricketspieler, 1977) (Andrew James Jones, * 1977), englischer Cricketspieler
- Andrew Jones (Leichtathlet) (Andi Jones; * 1978), britischer Leichtathlet
- Andrew Jones (Rennfahrer) (* 1980), australischer Automobilrennfahrer
- Andrew Jones (Regisseur) (* 1983), britischer Regisseur und Drehbuchautor
- Andrew Jones (Fußballspieler) (* 1985), englischer Fußballspieler
- Andrieus A. Jones (1862–1927), US-amerikanischer Politiker
- Andy Jones (Schauspieler) (* 1948), kanadischer Schauspieler und Autor
- Andy Jones (Fußballspieler, 1963) (* 1963), walisischer Fußballspieler
- Andy Jones (Spieleentwickler), britischer Spieleentwickler
- Andy Jones (Produzent), Filmproduzent
- Andy Jones (Wasserspringer) (* 1985), US-amerikanischer Wasserspringer
- Andy Jones (Fußballspieler, 1985) (* 1985), englischer Fußballspieler
- Andy Jones (Fußballspieler, 1986) (* 1986), englischer Fußballspieler
- Andy Jones (Footballspieler) (* 1994), US-amerikanischer American-Football-Spieler
- Angela Jones, US-amerikanische Schauspielerin
- Angus T. Jones (* 1993), US-amerikanischer Schauspieler
- Anissa Jones (1958–1976), US-amerikanische Schauspielerin
- Ann Jones (Autorin) (* 1937), US-amerikanische Journalistin, Fotografin, Menschenrechtsaktivistin, Forscherin und Autorin
- Ann Haydon-Jones (* 1938), britische Tennisspielerin
- Anna Wilson-Jones (* 1970), britische Schauspielerin
- Annie Jones (1865–1902), US-amerikanische Frau mit Bart
- Anson Jones (1798–1858), US-amerikanischer Mediziner und Unternehmer
- Antony Armstrong-Jones, 1. Earl of Snowdon (1930–2017), britischer Fotograf und Designer
- Aphrodite Jones (* 1958), US-amerikanische Kriminalreporterin und Schriftstellerin
- Arianne Jones (* 1990), kanadische Rennrodlerin
- Arnold Jones (Tennisspieler), US-amerikanischer Tennisspieler
- Arnold Jones (Rennfahrer), britischer Motorradrennfahrer
- Arnold Hugh Martin Jones (1904–1970), britischer Althistoriker
- Arthur Jones (Schachspieler) (1913–1971), walisischer Schachspieler
- Arthur Jones (Politiker) (1915–1991), britischer Politiker
- Arthur Jones (Erfinder) (1926–2007), US-amerikanischer Erfinder
- Arthur Jones (Leichtathlet) (Arthur John Jones; * 1938), britischer Geher
- Arthur Jones (Musiker) (um 1940–1998), US-amerikanischer Jazzmusiker
- Arthur Jones (Rugbyspieler) (* 1962), walisischer Rugby-Union-Spieler
- Arthur Jones (Footballspieler) (Arthur Willis Jones III; * 1986), US-amerikanischer American-Football-Spieler
- Arthur Creech Jones (1891–1964), britischer Gewerkschafter und Politiker
- Arthur Kenneth Jones (1887–1975), englischer Badmintonspieler
- Arthur L. Jones (1945–2006), US-amerikanischer Journalist
- Arthur Morris Jones (1889–1980), britischer Musikforscher
- Asa W. Jones (1838–1918), US-amerikanischer Politiker
- Ashley Jones (* 1976), US-amerikanische Schauspielerin
- Asjha Jones (* 1980), US-amerikanische Basketballspielerin
- Aubrey Jones (1911–2003), britischer Politiker und Manager
- Ayron Jones (* 1986), US-amerikanischer Sänger und Gitarrist

### B
- Barb Jones (* 1977), US-amerikanische Skilangläuferin
- Barbara Jones (* 1937), US-amerikanische Leichtathletin
- Barbara O. Jones (1941–2024), US-amerikanische Schauspielerin
- Barbara S. Jones (* 1947), US-amerikanische Juristin
- Barri Jones (1936–1999), britischer Archäologe
- Barrie Jones (Mediziner) (1921–2009), britisch-neuseeländischer Augenarzt
- Barrie Jones (Fußballspieler) (* 1941), walisischer Fußballspieler
- Barrie Jones (Boxer) (* 1985), britischer Boxer
- Barrie William Jones (* 1941), britischer Astronom
- Barry Jones (Schauspieler) (1893–1981), britischer Schauspieler
- Barry Jones (Politiker) (* 1932), australischer Politiker
- Barry Jones, Baron Jones (* 1938), britischer Politiker (Labour Party)
- Barry Jones (Baseballspieler, 1963) (* 1963), US-amerikanischer Baseballspieler
- Barry Jones (Baseballspieler, 1965) (* 1965), US-amerikanischer Baseballspieler und -trainer
- Barry Jones (Boxer) (* 1974), britischer Boxer
- Barry Philip Jones (1941–2016), neuseeländischer Geistlicher, Bischof von Christchurch
- Barson Unique Jones, eigentlicher Name von Young Dirty Bastard, US-amerikanischer Rapper
- Ben Jones (Politiker, 1924) (Ben Joseph Jones; 1924–2005), grenadischer Politiker
- Ben Jones (Politiker, 1941) (Ben Lewis Jones; * 1941), US-amerikanischer Schauspieler und Politiker (Georgia)
- Ben Jones (Footballspieler) (* 1989), US-amerikanischer American-Football-Spieler
- Ben Jones (Snookerspieler) (* 1990), walisischer Snookerspieler
- Ben Jones (Tennisspieler) (* 1998), britischer Tennisspieler
- Ben Jones (Eishockeyspieler) (* 1999), kanadischer Eishockeyspieler
- Ben York Jones (* 1984), US-amerikanischer Schauspieler, Drehbuchautor und Filmproduzent
- Benjamin Jones (Politiker) (1787–1861), US-amerikanischer Politiker
- Benjamin Jones (Radsportler) (Ben Jones; 1882–??), britischer Radrennfahrer
- Berwyn Jones (1940–2007), walisischer Leichtathlet und Rugbyspieler
- Betsy Jones-Moreland (1930–2006), US-amerikanische Schauspielerin
- Bettie Jones (1955–2015), US-amerikanisches Polizeiopfer
- Betty Hall Jones (1911–2009), US-amerikanische Musikerin
- Bill Jones (Basketballspieler) (* 1966), US-amerikanischer Basketballspieler
- Bill Jones (Eisschnellläufer) (1923–2003), britischer Eisschnellläufer
- Bill Jones (Fußballspieler) (1921–2010), englischer Fußballspieler
- Bill Jones (Kanute), australischer Kanute
- Bill Jones (Künstler) (* 1948), US-amerikanischer Künstler
- Bill Jones (Musiker), US-amerikanischer Künstler
- Bill Jones (Politiker) (* 1949), US-amerikanischer Politiker
- Bill Jones (Schachspieler), Schachspieler
- Bill Jones (Sportschütze), kanadischer Sportschütze
- Bill T. Jones (* 1952), US-amerikanischer Tänzer und Choreograf
- Blair Jones (* 1986), kanadischer Eishockeyspieler
- Bob Jones (Rugbyspieler) (1875–1944), walisischer Rugby-Union-Spieler
- Bob Davis Reynolds Jones, genannt Bob Jones senior oder Bob Jones I (1883–1968), US-amerikanischer methodistischer Evangelist, Radiomacher und Gründer der Bob Jones University
- Bob Jones (Baseballspieler) (1889–1964), US-amerikanischer Baseballspieler
- Robert Reynolds Jones, genannt Bob Jones junior oder Bob Jones II (1911–1997), US-amerikanischer Evangelist und Präsident der Bob Jones University
- Bob Jones (Tontechniker), Tontechniker
- Robert Reynolds Jones III, genannt Bob Jones III (* 1939), US-amerikanischer Evangelist und Präsident der Bob Jones University
- Bob Jones (Eishockeyspieler) (* 1945), kanadischer Eishockeyspieler
- Bobby Jones (1902–1971), US-amerikanischer Golfspieler
- Bobby Jones (Musiker) (1928–1980), US-amerikanischer Jazzmusiker
- Bobby Jones (Sänger) (* 1938), US-amerikanischer Gospelsänger
- Bobby Jones (Basketballspieler, 1951) (* 1951), US-amerikanischer Basketballspieler
- Bobby Jones (Baseballspieler) (* 1972), US-amerikanischer Baseballspieler
- Bobby Jones (Basketballspieler, 1984) (* 1984), US-amerikanischer Basketballspieler
- Bobi Jones (Robert Maynard Jones; 1929–2017), walisischer Schriftsteller
- Boogaloo Joe Jones (* 1940), US-amerikanischer Jazzgitarrist
- Booker T. Jones (* 1944), US-amerikanischer Musiker, Songwriter und Produzent
- Brad Jones (Rennfahrer, 1960) (Bradley Jones; * 1960) australischer Automobilrennfahrer
- Brad Jones (Bassist) (Bradley Christopher Jones; * 1963), US-amerikanischer Jazzmusiker
- Brad Jones (Eishockeyspieler, 1965) (Bradley Scott Jones; * 1965), US-amerikanischer Eishockeyspieler
- Brad Jones (Basketballtrainer) (* um 1969), US-amerikanischer Basketballtrainer
- Brad Jones (Fußballspieler) (Bradley Scott Jones; * 1982), australischer Fußballspieler
- Brad Jones (Footballspieler) (Bradley Edward Jones; * 1986), US-amerikanischer American-Football-Spieler
- Brad Jones (Eishockeyspieler, 1986) (* 1986), kanadischer Eishockeyspieler
- Brad Jones (Rennfahrer, 1998) (* 1998), britischer Motorradrennfahrer
- Bradley Jones (Autor), US-amerikanischer Informatiker und Autor
- Bradley Jones (Snookerspieler) (* 1974), englischer Snookerspieler
- Brandon Jones (* 1988), US-amerikanischer Schauspieler und Musiker
- Brandon Jones (Leichtathlet) (* 1987), Sprinter aus Belize
- Brandon Scott Jones (* 1984), US-amerikanischer Schauspieler und Drehbuchautor
- Brenda Jones (Leichtathletin) (* 1936), australische Leichtathletin
- Brenda Jones (Politikerin) (* 1959), US-amerikanische Politikerin
- Brenton Jones (* 1991), australischer Radsportler
- Brereton Jones (1939–2023), US-amerikanischer Politiker
- Brian Jones (Dichter) (1938–2009), britischer Dichter
- Brian Jones (Musiker) (1942–1969), britischer Gitarrist, Gründungsmitglied der Rolling Stones
- Brian Jones (Flugpionier) (* 1947), britischer Ballonfahrer
- Brian Jones (Badminton) (* um 1950), walisischer Badmintonspieler
- Brian Jones (Mediziner) (* 1950), neuseeländischer Pathologe, Parasitologe und Bakteriologe
- Brian Jones (Golfspieler) (* 1951), australischer Golfspieler
- Brian Jones (Politiker) (* 1968), US-amerikanischer Politiker
- Brian Jones (Footballspieler, 1968) (* 1968), US-amerikanischer American-Football-Spieler (Linebacker)
- Brian Jones (Basketballspieler) (* 1978), US-amerikanischer Basketballspieler
- Brian Jones (Footballspieler, 1980) (* 1980), US-amerikanischer Arena-Football-Spieler (Quarterback)
- Brian Jones (Footballspieler, 1981) (* 1981), US-amerikanischer American-Football-Spieler (Tight End)
- Brian E. Jones (* um 1946), englischer Badmintonspieler
- Brian Kavanaugh-Jones, US-amerikanischer Filmproduzent
- Bridget Jones Nelson (* 1964), US-amerikanische Schauspielerin und Drehbuchautorin
- Brionna Jones (* 1995), US-amerikanische Basketballspielerin
- Broderick Jones (* 2001), US-amerikanischer American-Football-Spieler
- Bruce Jones (* 1944), US-amerikanischer Comic- und Drehbuchautor
- Bryant Jones (* 1963), US-amerikanischer American-Football-Spieler
- Bryce Dejean-Jones (1992–2016), US-amerikanischer Basketballspieler
- Bryn Jones (Fußballspieler, 1912) (1912–1985), walisischer Fußballspieler
- Bryn Jones (Fußballspieler, 1931) (1931–1990), walisischer Fußballspieler
- Bryn Jones (Fußballspieler, 1938) (* 1938), englischer Fußballspieler
- Bryn Jones (Fußballspieler, 1939) (* 1939), walisischer Fußballspieler
- Bryn Jones (Fußballspieler, 1948) (* 1948), walisischer Fußballspieler
- Bryn Jones (Fußballspieler, 1959) (* 1959), walisischer Fußballspieler
- Bryn Jones, bekannt als Muslimgauze (1961–1999), britischer Musiker
- Brynmor Jones, britischer Dirigent
- Buck Jones (Schauspieler) (1891–1942), US-amerikanischer Schauspieler
- Buck Jones (Musiker) (1973–2007), US-amerikanischer Musiker
- Buddy Jones (1924–2000), US-amerikanischer Jazzbassist
- Burr W. Jones (1846–1935), US-amerikanischer Politiker
- Burwell Jones (1933–2021), US-amerikanischer Schwimmer
- Byron Jones (* 1992), US-amerikanischer American-Football-Spieler

### C
- Caitlin Sargent-Jones (* 1992), australische Sprinterin
- Caldwell Jones († 2014), US-amerikanischer Basketballspieler
- Caleb Jones (Eishockeyspieler) (Caleb Jay Jones; * 1997), US-amerikanischer Eishockeyspieler
- Caleb Landry Jones (* 1989), US-amerikanischer Schauspieler und Musiker
- Calvert Richard Jones (1804–1877), walisischer Geistlicher, Mathematiker, Maler und Fotograf
- Calvin Jones (Mediziner) (1775–1846), US-amerikanischer Mediziner
- Calvin Jones (Bluesmusiker) (Fuzz; 1926–2010), US-amerikanischer Bluesmusiker
- Calvin Jones (Musikpädagoge) (1929–2004), US-amerikanischer Jazzmusiker und Musikpädagoge
- Calvin „The Truth“ Jones, US-amerikanischer Jazzfunkmusiker
- Calvin Jones (Baseballspieler) (* 1963), US-amerikanischer Baseballspieler
- Calvin Jones (Footballspieler) (* 1970), US-amerikanischer American-Football-Spieler
- Camara Jones (verheiratet Camara Banfield), US-amerikanische Sprinterin
- Camille Jones (* 1974), dänische Sängerin
- Carlik Jones (* 1997), US-amerikanisch-südsudanesischer Basketballspieler
- Carlos Gustavo Jones (* 1955), argentinischer Fußballspieler
- Carmell Jones (1936–1996), US-amerikanischer Jazztrompeter
- Caro Jones (1923–2009), US-amerikanische Filmproduzentin und Castingdirektorin
- Carole Seymour-Jones (1943–2015), britische Biografin
- Carolyn Jones (1930–1983), US-amerikanische Schauspielerin
- Carrie Jones (* 2003), walisische Fußballspielerin
- Carter Jones (* 1989), US-amerikanischer Radrennfahrer
- Carwyn Jones (* 1967), walisischer Politiker (Welsh Labour Party)
- Casey Jones (Lokomotivführer) (John Luther Jones; 1864–1900), US-amerikanischer Lokomotivführer
- Casey Joseph Jones, eigentlicher Name von Casey Veggies (* 1993), US-amerikanischer Rapper
- Catherine Zeta-Jones (* 1969), britische Schauspielerin
- Cathy Jones (* 1955), kanadische Schauspielerin und Autorin
- Cecil Price-Jones (1863–1943), britischer Hämatologe und Pathologe
- Chandler Jones (Footballspieler, 1990) (* 1990), US-amerikanischer American-Football-Spieler (Defensive End)
- Chandler Jones (Footballspieler, 1991) (* 1991), US-amerikanischer American-Football- und Canadian-Football-Spieler (Wide Receiver)
- Chantel Jones (* 1988), US-amerikanische Fußballtorhüterin
- Charles Jones (Fotograf) (1866–1959), britischer Gärtner und Fotograf
- Charles Jones (Komponist) (1910–1997), US-amerikanischer Komponist
- Charles Jones III, bekannt als Olu Dara (* 1941), US-amerikanischer Jazzmusiker
- Charles Jones (Politikwissenschaftler) (Charles Arthur Jones; * 1949), britischer Politikwissenschaftler und Wirtschaftshistoriker
- Charles Jones (Basketballspieler) (* 1957), US-amerikanischer Basketballspieler
- Charles Jones (Footballtrainer) (* 1961), US-amerikanischer American-Football-Trainer
- Charles Jones (Footballspieler) (* 1996), US-amerikanischer American-Football-Spieler
- Charles Benyon Lloyd Jones (1932–2010), australischer Geschäftsmann und Kunstmäzen
- Charles I. Jones (Charles Irving Jones), US-amerikanischer Ökonom
- Charles Lloyd Jones (1878–1958), australischer Geschäftsmann, Maler und Kunstmäzen
- Charles Martin Jones (1912–2002), US-amerikanischer Zeichner und Trickfilmregisseur, siehe Chuck Jones
- Charles Nicholas Jones (1934–2007), US-amerikanischer Hindernisläufer, siehe Deacon Jones (Leichtathlet)
- Charles O. Jones (1931–2024), US-amerikanischer Politikwissenschaftler
- Charles Phibbs Jones (1906–1988), britischer General
- Charles Stansfeld Jones (1886–1950), britischer Okkultist und Autor
- Charles W. Jones (Charles William Jones; 1834–1897), US-amerikanischer Politiker
- Charlie Jones (1930–2008), US-amerikanischer Sportjournalist
- Cherry Jones (* 1956), US-amerikanische Schauspielerin
- Chipper Jones (Larry Wayne Jones Jr.; * 1972), US-amerikanischer Baseballspieler
- Chloe Jones (1975–2005), US-amerikanische Pornodarstellerin
- Chris Jones (Fußballspieler, 1945) (Christopher Martin Nigel Jones; * 1945), englischer Fußballspieler
- Chris Jones (Fußballspieler, 1956) (* 1956), englischer Fußballspieler
- Chris Jones (Baseballspieler, 1957) (Christopher Dale Jones; * 1957), US-amerikanischer Baseballspieler
- Chris Jones (Gitarrist) (Christopher Paul Jones; 1958–2005), US-amerikanischer Musiker
- Chris Jones (Footballspieler, 1964) (* 1964), US-amerikanischer American-Football-Spieler (Center, New York Giants)
- Chris Jones (Baseballspieler, 1965) (Christopher Carlos Jones; * 1965), US-amerikanischer Baseballspieler
- Chris Jones (Footballspieler, 1972) (* 1972), US-amerikanischer American-Football-Spieler (Wide Receiver, Hamilton Tiger-Cats)
- Chris Jones (Leichtathlet) (* 1973), US-amerikanischer Sprinter
- Chris Jones (Rugbyspieler, 1980) (Christopher Michael Jones; * 1980), englischer Rugby-Union-Spieler
- Chris Jones (Rugbyspieler, 1982) (Christoper Rhys Jones; * 1982), englischer Rubgy-Union- und Rugby-League-Spieler
- Chris Jones (Sänger) (* 1985), britischer Singer-Songwriter
- Chris Jones (Fußballspieler, 1989) (* 1989), walisischer Fußballspieler
- Chris Jones (Footballspieler, 1989) (* 1989), US-amerikanischer American-Football-Spieler (Punter, Dallas Cowboys)
- Chris Jones (Footballspieler, 1990) (* 1990), US-amerikanischer American-Football-Spieler (Defensive Tackle, New England Patriots)
- Chris Jones (Basketballspieler, 1993) (Christopher James Jones Jr.; * 1993), US-amerikanischer Basketballspieler (Valencia Basket)
- Chris Jones (Footballspieler, 1994) (Christopher Deshun Jones; * 1994), US-amerikanischer American-Football-Spieler (Defensive Tackle, Kansas City Chiefs)
- Chris Jones (Footballspieler, 1995) (* 1995), US-amerikanischer American-Football-Spieler (Cornerback, Tennessee Titans)
- Christina Jones (* 1987), US-amerikanische Synchronschwimmerin
- Christine Jones (Sängerin) (1944–2017), österreichische Sängerin, Künstlerin und Galeristin
- Christine Jones (Schauspielerin) (* 1946), US-amerikanische Schauspielerin
- Christine Jones (Bühnenbildnerin), US-amerikanische Bühnenbildnerin
- Christine Jones Forman (* 1949), US-amerikanische Astrophysikerin
- Christine M. Jones (* 1929), US-amerikanische Politikerin
- Christopher Jones (Kapitän) (1570–1622), englischer Seemann, Kapitän der Mayflower
- Christopher Jones (Wasserballspieler) (1886–1937), britischer Wasserballspieler
- Christopher Jones (Fußballspieler) (1909–??), walisischer Fußballspieler
- Christopher Jones (Bischof) (1936–2018), irischer Geistlicher, Bischof von Elphin
- Christopher Jones (Schauspieler) (1941–2014), US-amerikanischer Schauspieler
- Christopher Jones (Radsportler) (* 1979), US-amerikanischer Cyclocross-Fahrer
- Christopher Jones (Basketballspieler) (* 1990), luxemburgischer Basketballspieler
- Christopher A. Jones (Christopher Andrew Jones), US-amerikanischer Mediävist und Hochschullehrer
- Christopher P. Jones (Christopher Prestige Jones; * 1940), britischer Historiker, Altphilologe und Hochschullehrer
- Chuck Jones (Charles Martin Jones; 1912–2002), US-amerikanischer Zeichner und Trickfilmregisseur
- Cissy Jones, US-amerikanische Synchronsprecherin
- Clarence Jones (Bassist) (1926–1963), US-amerikanischer Jazzmusiker
- Clarence Jones (Baseballspieler) (* 1941), US-amerikanischer Baseballspieler
- Clarence Jones (Footballspieler) (* 1968), US-amerikanischer American-Football-Spieler
- Clarence Benjamin Jones (* 1931), US-amerikanischer Rechtsanwalt und Autor
- Clarence M. Jones (1889–1949), US-amerikanischer Pianist, Komponist und Musikpädagoge
- Clarence Medlycott Jones (1912–1986), britischer Tennisspieler und Autor, siehe Jimmy Jones (Tennisspieler)
- Claude Jones (1901–1962), US-amerikanischer Jazzposaunist
- Claudia Jones (1915–1964), Journalistin und Aktivistin
- Cliff Jones (Fußballspieler, I), englischer Fußballspieler
- Cliff Jones (Fußballspieler, 1935) (* 1935), walisischer Fußballspieler
- Clifford Jones (Musiker) (1900–1947), US-amerikanischer Jazzmusiker
- Clifford A. Jones (1912–2001), US-amerikanischer Politiker
- Clifton Jones (1937–2025), britischer Schauspieler
- Clint Jones (* 1984), US-amerikanischer Skispringer
- Cobi Jones (* 1970), US-amerikanischer Fußballspieler
- Coco Jones (* 1998), US-amerikanische Schauspielerin und Sängerin
- Conall Jones, US-amerikanischer Filmproduzent und Filmschaffender
- Connie Jones (1934–2019), US-amerikanischer Jazzmusiker
- Connor Jones (Eishockeyspieler) (* 1990), kanadischer Eishockeyspieler
- Connor Jones (Baseballspieler) (* 1994), US-amerikanischer Baseballspieler
- Conroy Jones (* 2002), jamaikanischer Leichtathlet
- Constance Jones (1848–1922), englische Philosophin
- Corey Jones (* 1994), walisischer Fußballspieler
- Courtney Jones (Eiskunstläufer) (* 1933), britischer Eiskunstläufer
- Courtney Jones (Fußballspielerin) (* 1990), US-amerikanische Fußballspielerin
- Craig Jones (Schachspieler) (* 1960), US-amerikanischer Schachspieler
- Craig Jones (Marineoffizier) (* 1968), britischer Marineoffizier und LGBT-Aktivist
- Craig Jones (Ruderer) (* 1972), australischer Ruderer
- Craig Jones (* 1972), US-amerikanischer Gitarrist und Techniker, Mitglied von Slipknot
- Craig Jones (Fußballspieler, 1977), walisischer Fußballspieler und -trainer
- Craig Jones (Cricketspieler) (* 1978), australischer Cricketspieler
- Craig Jones (1985–2008), britischer Motorradrennfahrer
- Craig Jones (Fußballspieler, 1987) (* 1987), walisischer Fußballspieler
- Craig Jones (Fußballspieler, 1989) (* 1989), englischer Fußballspieler
- Craig Jones (Kampfsportler) (* 1991), australischer Kampfsportler
- Cris Jones (1980–2017), australischer Filmregisseur und Drehbuchautor
- Crisaide Mendes Jones (* 1973), brasilianische Schauspielerin und Tänzerin
- Cullen Jones (* 1984), US-amerikanischer Schwimmer
- Curtis Jones (Bluespianist) (1906–1971), US-amerikanischer Bluespianist
- Curtis Jones, bekannt als Green Velvet (* 1968), US-amerikanischer DJ und Musikproduzent
- Curtis Jones (Fußballspieler) (* 2001), englischer Fußballspieler

### D
- Dafydd Jones (* 1979), walisischer Rugbyspieler
- Daisy Edgar-Jones (* 1998), britische Schauspielerin
- Dahntay Jones (* 1980), US-amerikanischer Basketballspieler
- Dale Jones (Musiker) (1902–1970), US-amerikanischer Jazzmusiker
- Dale Jones (Footballspieler) (Marvin Dale Jones; * 1963), US-amerikanischer American-Football-Spieler und -Trainer
- Dale Jones (Leichtathlet) (Dale Anthony Jones; ' 1964), antiguanischer Leichtathlet
- Damian Jones (Produzent) (* 1964), britischer Filmproduzent
- Damian Jones (Basketballspieler) (* 1995), US-amerikanischer Basketballspieler
- Dan Jones (Komponist), britischer Komponist
- Dan Jones (Historiker) (* 1981), britischer Historiker, Journalist und Produzent
- Dan Jones (Fußballspieler) (Daniel John Jones; * 1994), englischer Fußballspieler
- Dan Jones (Rugbyspieler) (* 1996), walisischer Rugbyspieler
- Dan Jones (Rennfahrer) (* 2001), britischer Motorradrennfahrer
- Daniel Jones (Sprachwissenschaftler) (1881–1967), britischer Sprachwissenschaftler
- Daniel Jones (Politiker) (1908–1985), britischer Politiker
- Daniel Jones (Komponist) (1912–1993), walisischer Komponist
- Daniel Jones (Musiker) (* 1973), australischer Rockmusiker
- Daniel Jones (Schiedsrichter), walisischer Rugby-Union-schiedsrichter
- Daniel Jones (Fußballspieler) (* 1986), englischer Fußballspieler
- Daniel Jones (Footballspieler) (* 1997), amerikanischer Footballspieler
- Daniel Jones (Snookerspieler), australischer Snookerspieler
- Daniel J. Jones (* 1974), US-amerikanischer Senatsangestellter
- Daniel T. Jones (Politiker) (Daniel Terryll Jones; 1800–1861), US-amerikanischer Arzt und Politiker
- Daniel T. Jones (Ökonom), britischer Wirtschaftswissenschaftler und Hochschullehrer
- Daniel Webster Jones (1839–1918), US-amerikanischer Politiker
- Daniela Bailer-Jones (1969–2006), deutsche Philosophin und Hochschullehrerin
- Danny Jones (Rugbyspieler) (Daniel Peter Jones; 1986–2015), walisischer Rugby-League-Spieler
- Danny Jones (Musiker) (Daniel Alan David Jones; * 1986), britischer Gitarrist und Sänger, Mitglied von McFly
- Darius Jones (* um 1978), US-amerikanischer Jazzsaxophonist und Musikproduzent
- Darryl Jones (* 1961), US-amerikanischer Bassist
- Dave Jones (Klarinettist) (1932–1998), britischer Jazzmusiker
- Dave Jones (Fußballspieler) (David Robert Jones; * 1956), englischer Fußballspieler und -trainer
- Davey Jones (David Jones; um 1888–um 1953), US-amerikanischer Jazzsaxophonist

- David Jones (Kaufmann) (1793–1873), australischer Kaufhausgründer
- David Jones (Ingenieur) (1834–1906), Oberingenieur der Highland Railway in Schottland
- David Jones (Dichter) (1895–1974), britischer Dichter und Maler
- David Jones (Tischtennisspieler), US-amerikanischer Tischtennisspieler
- David Jones (Fußballspieler, April 1914) (1914–1998), englischer Fußballspieler
- David Jones (Fußballspieler, September 1914) (1914–??), walisischer Fußballspieler
- David Jones (Filmregisseur) (1934–2008), US-amerikanischer Filmregisseur
- David Jones (Florist) (1936–2014), US-amerikanischer Florist
- David Jones (Fußballspieler, 1936) (* 1936), walisischer Fußballspieler
- David Jones (Fußballspieler, 1937) (1937–2013), englischer Fußballspieler
- David Jones (Fußballspieler, 1940) (1940–2013), englischer Fußballspieler
- David Jones (Leichtathlet) (1940–2023), britischer Leichtathlet
- David Jones (Segler) (* 1940), Segler der Amerikanischen Jungferninseln
- David Jones (Fußballspieler, 1946) (1946–2008), walisischer Fußballspieler
- David Jones (Fußballspieler, 1950) (* 1950), englischer Fußballspieler
- David Jones (Politiker, 1952) (* 1952), britischer Politiker (Conservative Party)
- David Jones (Fußballspieler, Februar 1952) (* 1952), walisischer Fußballspieler
- David Jones (Fußballspieler, September 1952) (* 1952), walisischer Fußballspieler
- David Jones (Politiker, II), gambischer Politiker (APRC)
- David Jones (Schlagzeuger), australischer Jazzschlagzeuger
- David Jones (Footballspieler, 1961) (* 1961), US-amerikanischer American-Football-Spieler (Offensive Lineman, Detroit Lions)
- David Jones (Musiker), Jazztrompeter und Kornettist
- David Jones (Fußballspieler, 1964) (* 1964), englischer Fußballspieler
- David Jones (Spieleentwickler) (* 1965), schottischer Computerspieleentwickler
- David Jones (Dirigent), irischer Dirigent und Chorleiter
- David Jones (General), belizischer General
- David Jones (Fußballspieler, 1971) (* 1971), walisischer Fußballspieler
- David Jones (Badminton) (* um 1975), australischer Badmintonspieler
- David Jones (Fußballspieler, 1984) (* 1984), englischer Fußballspieler
- David Jones (Eishockeyspieler) (* 1984), kanadischer Eishockeyspieler
- David Jones (Footballspieler, 1985) (* 1985), US-amerikanischer American-Football-Spieler (Cornerback, Cincinnati Bengals)
- David Jones (Footballspieler, 1993) (* 1993), US-amerikanischer American-Football-Spieler (Safety, New England Patriots)
- David Jones-Roberts (* 1990), australischer Schauspieler
- David Lloyd-Jones (Dirigent) (1934 – 2022), britischer Dirigent
- David Lloyd-Jones (Architekt) (* 1942), britischer Architekt
- David Lloyd Jones, Lord Lloyd-Jones (* 1952), britischer Richter und Rechtswissenschaftler
- David Alan Jones (* 1953), britischer Diplomat, siehe Alan Jones (Diplomat)
- David Albert Jones (* 1966), britischer Bioethiker
- David Armstrong-Jones, 2. Earl of Snowdon (* 1961), britischer Möbelfabrikant
- David Brickhill-Jones (* 1981), britischer Orientierungsläufer
- David C. Jones (1921–2013), US-amerikanischer General
- David E. H. Jones (1938–2017), britischer Chemiker, Journalist und Autor
- David Haydn-Jones (* 1977), kanadischer Schauspieler, Synchronsprecher und Komiker
- David Hugh Jones (1934–2008), US-amerikanischer Filmregisseur
- David J. Jones (1883–1966), US-amerikanischer Arzt und American-Football-Manager
- David L. Jones (David Lloyd Jones; * 1944), australischer Biologe
- David Lawrence Jones (1930–2007), US-amerikanischer Geologe
- David R. Floyd-Jones (1813–1871), US-amerikanischer Rechtsanwalt und Politiker
- David Raymond Jones (* 1998), englischer Badmintonspieler
- David Robert Jones, eigentlicher Name von David Bowie (1947–2016), britischer Musiker und Schauspieler
- Davy Jones (Baseballspieler) (1880–1972), US-amerikanischer Baseballspieler
- Davy Jones (Fußballspieler, 1914) (1914–1998), englischer Fußballspieler
- Davy Jones (Sänger) (David Thomas Jones; 1945–2012), britischer Sänger und Schauspieler
- Davy Jones (Fußballspieler, 1950) (* 1950), englischer Fußballspieler
- Davy Jones (Rennfahrer) (* 1964), US-amerikanischer Automobilrennfahrer
- Deacon Jones (David D. Jones; 1938–2013), US-amerikanischer American-Football-Spieler
- Deacon Jones (Leichtathlet) (Charles Nicholas Jones; 1934–2007), US-amerikanischer Hindernisläufer
- Dean Jones (1931–2015), US-amerikanischer Schauspieler
- Debbie Jones-Hunter (* 1958), bermudische Sprinterin
- Debbie Jones-Walker, kanadische Curlerin
- Dee Hibbert-Jones, britisch-amerikanische Videokünstlerin, Animatorin, Filmregisseurin und -produzentin
- Deiniol Jones (* 1977), walisischer Rugbyspieler
- Deion Jones (* 1994), US-amerikanischer American-Football-Spieler
- DeJuan Jones (* 1997), US-amerikanischer Fußballspieler
- DeLisha Milton-Jones (* 1974), US-amerikanische Basketballspielerin
- Della Jones (* 1946), walisische Sängerin (Mezzosopran)
- Denis Jones (1906–1987), irischer Politiker
- Dennis Jones (Fußballspieler) (1894–1961), englischer Fußballspieler
- Dennis Jones (Spezialeffektkünstler), Spezialeffektkünstler
- Dennis Feltham Jones (1918–1981), britischer Science-Fiction-Schriftsteller
- Derrick Jones (Footballspieler, 1984) (Derrick Brandon Jones; * 1984), US-amerikanischer American-Football-Spieler (Defensive End)
- Derrick Jones (Footballspieler, 1994) (* 1994), US-amerikanischer American-Football-Spieler (Cornerback)
- Derrick Jones (Fußballspieler) (* 1997), ghanaisch-US-amerikanischer Fußballspieler
- Derrick Jones Jr. (Derrick Labrent Jones Jr.; * 1997), US-amerikanischer Basketballspieler
- Derwyn Jones (* 1970), walisischer Rugby-Union-Spieler
- Dewitt Jones (* 1943), US-amerikanischer professioneller Fotograf, Autor, Filmregisseur, Filmproduzent und Redner
- Diana Wynne Jones (1934–2011), britische Schriftstellerin
- Dic Jones (Richard Lewis Jones; 1934–2009), walisischer Dichter
- Dick Jones (1927–2014), US-amerikanischer Schauspieler
- Digby Jones, Baron Jones of Birmingham (* 1955), britischer Jurist, Wirtschaftsmanager und Politiker (Labour Party)
- Dill Jones (1923–1984), britischer Jazzmusiker
- D. J. Jones (* 1995), US-amerikanischer American-Football-Spieler
- Dolly Jones (1902–1975), US-amerikanische Jazztrompeterin
- Dominique Jones (* 1988), US-amerikanischer Basketballspieler
- Dominique Jones (* 1988), US-amerikanische Gospelsängerin, siehe Doe (Sängerin)
- Domonic Jones (* 1981), US-amerikanischer Basketballspieler
- Donald S. Jones (1928–2004), US-amerikanischer Admiral
- Donell Jones (* 1973), US-amerikanischer Sänger
- Donnie Jones (* 1980), US-amerikanischer American-Football-Spieler
- Donovan Peoples-Jones (* 1999), US-amerikanischer American-Football-Spieler
- Dot Jones (* 1964), amerikanische Schauspielerin
- Doug Jones (Boxer) (1937–2017), US-amerikanischer Boxer
- Doug Jones (Politiker) (* 1954), amerikanischer Politiker
- Doug Jones (Schauspieler) (* 1960), US-amerikanischer Schauspieler
- Douglas Samuel Jones (1922–2013), britischer Mathematiker
- Duane Jones (Schauspieler) (1937–1988), US-amerikanischer Schauspieler
- Duane Jones (Snookerspieler) (* 1993), walisischer Snookerspieler
- Duncan Jones (Regisseur) (* 1971), britischer Regisseur
- Duncan Jones (Rugbyspieler) (* 1978), walisischer Rugby-Union-Spieler
- Dwight Jones (1952–2016), US-amerikanischer Basketballspieler

### E
- Earl Jones (Politiker) (* 1949), US-amerikanischer Politiker
- Earl Jones (Footballspieler) (Darrel Earl Jones, * 1957), US-amerikanischer American-Football-Spieler
- Earl Jones (Basketballspieler) (Earl Amasa Jones, * 1961), US-amerikanischer Basketballspieler
- Earl Jones (Leichtathlet) (* 1964), US-amerikanischer Leichtathlet
- Earl Jones (Fußballspieler) (* 1983), Fußballspieler und -trainer von St. Kitts und Nevis
- Ed Jones (Politiker) (1912–1999), US-amerikanischer Politiker
- Ed Jones (Footballspieler) (* 1951), US-amerikanischer American-Football-Spieler
- Ed Jones (Spezialeffektkünstler), US-amerikanischer Spezialeffektkünstler
- Ed Jones (Musiker), US-amerikanischer Saxophonist
- Ed Jones (Rennfahrer) (* 1995), Automobilrennfahrer aus den Vereinigten Arabischen Emiraten
- Eddie Jones (Rugbyspieler) (1880–1948), britischer Rugbyspieler
- Eddie Jones, eigentlicher Name von Guitar Slim (1926–1959), US-amerikanischer Bluesgitarrist
- Eddie Jones (Bassist) (1929–1997), US-amerikanischer Jazzbassist
- Eddie Jones (Illustrator) (1935–1999), britischer Zeichner und Illustrator
- Eddie Jones (Schauspieler) (1937–2019), US-amerikanischer Schauspieler
- Eddie Jones (Footballfunktionär) (1938–2012), US-amerikanischer American-Football-Funktionär
- Eddie Jones (Rugbytrainer) (* 1960), australisch-japanischer Rugby-Union-Trainer
- Eddie Jones (Basketballspieler) (* 1971), US-amerikanischer Basketballspieler
- Eddie Jones (Footballspieler) (* 1988), US-amerikanischer American-Football-Spieler
- Edith Jones (* 1949), US-amerikanische Juristin
- Edward Jones (Missionar) (1807–1865), amerikanischer Missionar
- Edward Jones (Lacrossespieler) (1881–1951), britischer Lacrossespieler
- Edward Jones (General) (1936–2007), britischer General
- Edward Burne-Jones (1833–1898), britischer Maler
- Edward Gordon Jones (1914–2007), britischer Offizier
- Edward D. Jones (1856–1920), amerikanischer Statistiker und Mitbegründer der Dow Jones & Company, auf die die Namen bekannter Aktienindizes zurückgehen
- Edward E. Jones (1926–1993), amerikanischer Psychologe
- Edward F. Jones (1828–1913), amerikanischer Geschäftsmann und Politiker
- Edward G. Jones (1939–2011), amerikanischer Neurowissenschaftler
- Edward P. Jones (* 1950), amerikanischer Schriftsteller
- Eldred Jones (1925–2020), sierra-leonischer Literaturwissenschaftler
- Eleanor Jones (1929–2021), amerikanische Mathematikerin und Hochschullehrerin
- Eli Stanley Jones (1884–1973), US-amerikanischer Theologe und Missionar
- Eliana Jones (* 1997), kanadische Schauspielerin
- Elis Wyn Knight-Jones (1916–2012), britischer Biologe
- Elvin Jones (1927–2004), US-amerikanischer Jazzschlagzeuger
- Elwyn Jones, Baron Elwyn-Jones (1909–1989), britischer Politiker
- Emeline Roberts Jones (1836–1916), US-amerikanische Zahnärztin
- Emerson Jones (* 2008), australische Tennisspielerin
- Emilia Jones, Pseudonym von Ulrike Stegemann (* 1978), deutsche Schriftstellerin
- Emilia Jones (* 2002), britische Schauspielerin
- Emlyn Jones († 2014), britischer Bergsteiger
- Emma Jones (1835–1894), neuseeländische Botanikerin, Autorin und Malerin
- Emrys Jones (1915–1972), britischer Schauspieler
- Emyr Jones Parry (* 1947), britischer Diplomat und Regierungsbeamter, Ständiger Vertreter bei der NATO und den Vereinten Nationen, Universitätspräsident
- Eric Jones (Fußballspieler, 1915) (1915–1985), englischer Fußballspieler und -trainer
- Eric Jones (Fußballspieler, 1931) (* 1931), englischer Fußballspieler
- Eric Jones (Bergsteiger) (* 1935), walisischer Bergsteiger und Base-Jumper
- Eric Jones (Fußballspieler, 1938) (* 1938), englischer Fußballspieler
- Eric Jones (Rennfahrer) (* 1977), US-amerikanischer Automobilrennfahrer
- Eric Jones (Tennisspieler), ein britischer Tennisspieler
- Erik Jones (Politikwissenschaftler), Politikwissenschaftler
- Erik Jones (Rennfahrer) (* 1996), US-amerikanischer Automobilrennfahrer
- Erin Jones (* 1991), US-amerikanische Triathletin, siehe Erin Storie
- Ernest Jones (1879–1958), walisischer Psychoanalytiker
- Ernest Jones (Footballspieler) (* 1999), US-amerikanischer American-Football-Spieler
- Ernest Charles Jones (1819–1869), britischer Schriftsteller, Dichter und Jurist
- Esther Jones (* 1969), US-amerikanische Leichtathletin
- Etta Jones (1928–2001), US-amerikanische Jazzsängerin
- Eugene S. Jones (1925–2020), US-amerikanischer Journalist und Filmproduzent sowie -regisseur
- Evan Jones (Fußballspieler) (1888–??), walisischer Fußballspieler
- Evan Jones (Dichter, 1927) (1927–2012), britischer Dichter, Schriftsteller und Drehbuchautor
- Evan Jones (Dichter, 1931) (* 1931), australischer Dichter und Hochschullehrer
- Evan Jones (Dichter, 1973) (* 1973), kanadischer Dichter
- Evan Jones (Schauspieler) (* 1976), US-amerikanischer Schauspieler
- Evan John Jones (Politiker) (1872–1952), US-amerikanischer Politiker
- Evan John Jones (Okkultist) (1936–2003), britischer Okkultist
- Evan Thomas Jones (1850–1904), britischer Schwimmer
- Evlyn Howard-Jones (1877–1951), britischer Pianist, Dirigent und Musikpädagoge
- Ewart Jones (1911–2002), britischer Chemiker

### F
- F. Richard Jones (Frank Richard Jones; 1893–1930), US-amerikanischer Filmregisseur
- Felicity Jones (* 1983), britische Schauspielerin
- Felix Jones (* 1987), US-amerikanischer American-Football-Spieler
- Finn Jones (* 1988), britischer Schauspieler
- Florentine Ariosto Jones (1841–1916), amerikanischer Uhrmacher, Gründer der International Watch Company
- Francesca Jones (Turnerin) (* 1990), britische Rhythmische Sportgymnastin
- Francesca Jones (Tennisspielerin) (* 2000), britische Tennisspielerin
- Francis Jones (vor 1817–nach 1823), US-amerikanischer Politiker
- Francis William Doyle Jones (1873–1938), britischer Bildhauer
- Frank Jones (Politiker) (1832–1902) US-amerikanischer Politiker
- Frank Jones (Rennrodler) (* 1948), US-amerikanischer Rennrodler
- Frank Fernando Jones (1855–1941), US-amerikanischer Unternehmer und Politiker
- Franklin P. Jones (1853–1935), US-amerikanischer Satiriker
- Fred Jones (Frederick Terrell Jones; * 1979), US-amerikanischer Basketballspieler
- Freddie Jones (Frederick Charles Jones; 1927–2019), britischer Schauspieler
- Frederick Jones (Politiker) (1884–1966), neuseeländischer Politiker
- Frederick Edward Jones (1759–1834), irischer Theaterleiter
- Frederick McKinley Jones (1893–1961), US-amerikanischer Erfinder und Unternehmer

### G
- G. D. Jones (* 1986), neuseeländischer Tennisspieler
- Gail Jones (* 1955), australische Schriftstellerin
- Gareth Jones (Journalist) (1905–1935), britischer Journalist und Politikberater
- Gareth Jones (Schauspieler) (1925–1958), britischer Schauspieler
- Gareth Jones (Jurist) (* 1930), britischer Jurist
- Gareth Jones (Politiker) (* 1939), britischer Politiker
- Gareth Jones (Regisseur) (* 1951), britischer Regisseur, Drehbuchautor und Filmproduzent
- Gareth Jones (Musikproduzent) (* 1954), britischer Musikproduzent
- Gareth Jones (Dirigent) (* 1960), britischer Dirigent
- Gareth Jones (Moderator) (* 1961), britischer Fernsehmoderator
- Gareth Jones (Rugbyspieler) (1979–2008), britischer Rugbyspieler
- Gareth Bryan-Jones (* 1943), britischer Hindernisläufer
- Gareth Stedman Jones (* 1942), britischer Historiker
- Garfield Jones (* 1966), jamaikanischer Tischtennisspieler
- Garry Jones (1950–2016), englischer Fußballspieler
- Garry Jones (Radsportler) (* 1946), australischer Radrennfahrer
- Garth Jones (1931–1993), australischer Rugby-Union-Spieler
- Gary Jones (Baseballspieler) (* 1945), US-amerikanischer Baseballspieler
- Gary Jones (Kostümbildner) (* 1947), US-amerikanischer Kostümbildner
- Gary Jones (Fußballspieler, 1951) (* 1951), englischer Fußballspieler
- Gary Jones (Rennfahrer) (* 1952), US-amerikanischer Rennfahrer
- Gary Jones (Schauspieler) (* 1958), britischer Schauspieler
- Gary Jones (Rugbyspieler) (* 1960), walisischer Rugby-Union-Spieler
- Gary Jones (Footballspieler) (* 1967), US-amerikanischer Footballspieler
- Gary Jones (Fußballspieler, 1969) (* 1969), englischer Fußballspieler
- Gary Jones (Toningenieur), britischer Toningenieur
- Gary Jones (Regisseur), US-amerikanischer Spezialeffektkünstler, Regisseur und Produzent
- Gary Jones (Fußballspieler, 1975) (* 1975), englischer Fußballspieler
- Gary Jones (Fußballspieler, 1977) (* 1977), englischer Fußballspieler
- Gary Mike Jones, ehemaliger Brigade General der US Army
- Gary L. Jones, ehemaliger Brigade General der US Army National Guard
- Gavin Jones (* 1980), walisischer Squashspieler
- Gawain Jones (* 1987), englischer Schachspieler
- Gayl Jones (* 1949), US-amerikanische Schriftstellerin
- Gemma Jones (geb. Jennifer Jones; * 1942), britische Schauspielerin
- Geoffrey G. Jones (* 1952), britischer Historiker
- George Jones (Politiker, 1766) (1766–1838), US-amerikanischer Politiker (Georgia)
- George Jones (Maler) (1786–1869), britischer Maler
- George Jones (Journalist) (1811–1891), US-amerikanischer Journalist und Zeitungsgründer
- George Jones (Politiker, 1844) (1844–1920), neuseeländischer Politiker
- George Jones (Politiker, 1866) (1866–1938), australischer Politiker
- George Jones (Fußballspieler, 1895) (1895–1970), englischer Fußballspieler
- George Jones (Fußballspieler, 1896) (1896–1965), englischer Fußballspieler
- George Jones (Offizier) (1896–1992), australischer Jagdflieger und Luftwaffenkommandeur
- George Jones (Fußballspieler, 1918) (1918–1995), englischer Fußballspieler
- George Jones (Fußballspieler, 1930) (1930–2017), walisischer Fußballspieler
- George Jones (Musiker) (1931–2013), US-amerikanischer Sänger
- George Jones (Fußballspieler, 1933) (* 1933), maltesischer Fußballspieler
- George Jones (Fußballspieler, 1945) (* 1945), englischer Fußballspieler
- George Legh-Jones (1890–1960), britischer Manager
- George W. Jones (George Wallace Jones; 1804–1896), US-amerikanischer Politiker
- George Washington Jones (Politiker, 1806) (1806–1884), US-amerikanischer Politiker (Tennessee)
- George Washington Jones (Politiker, 1828) (1828–1903), US-amerikanischer Politiker (Texas)
- Georgina Jones (1882–1955), US-amerikanischer Tennisspieler
- Gerald Jones, britischer Politiker
- Gerard Jones (* 1957), amerikanischer Schriftsteller
- Gerry Jones (Fußballspieler, 1945) (1945–2021), englischer Fußballspieler
- Gerry Jones (Fußballspieler, 1950) (* 1950), walisischer Fußballspieler
- Gethin Jones (Fußballspieler, 1981) (* 1981), walisischer Fußballspieler
- Gethin Jones (Fußballspieler, 1995) (Gethin Wynne Jones, * 1995), australischer Fußballspieler
- Gilland Jones (* 1993), US-amerikanische Schauspielerin
- Glenn Jones (* 1962), US-amerikanischer R&B- und Soul-Sänger
- Gloria Jones (* 1945), US-amerikanische Musikerin
- Glyn Jones (Schriftsteller, 1905) (1905–1995), walisischer Schriftsteller
- Glyn Jones (Rugbyspieler), walisischer Rugbyspieler
- Glyn Jones (Schriftsteller, 1931) (1931–2014), südafrikanischer Schauspieler und Schriftsteller
- Glyn Jones (Fußballspieler, 1936) (1936–2022), englischer Fußballspieler
- Glyn Jones (Eiskunstläufer) (* 1953), britischer Eiskunstläufer
- Glyn Jones (Fußballspieler, 1959) (* 1959), walisischer Fußballtorwart und Torwarttrainer
- Glyn Smallwood Jones (1908–1992), britischer Kolonialbeamter
- Gordon Jones (Fußballspieler, 1886) (Gordon Peace Jones; 1886–??), walisischer Fußballspieler
- Gordon Jones (Schauspieler) (1911/1912–1963), US-amerikanischer Schauspieler
- Gordon Jones (Baseballspieler) (1930–1994), US-amerikanischer Baseballspieler
- Gordon Jones (Fußballspieler, 1943) (* 1943), englischer Fußballspieler
- Gordon Jones (Sänger) (* 1960), britischer Sänger (Bassbariton)
- Gorilla Jones (1906–1982), US-amerikanischer Boxer
- Grace Jones (* 1948), jamaikanische Sängerin, Model und Schauspielerin
- Graeme Jones (* 1970), englischer Fußballspieler und -trainer
- Graham Jones (* 1957), britischer Radrennfahrer
- Grandpa Jones (1913–1998), US-amerikanischer Musiker
- Greg Jones (Skirennläufer) (Gregory Francis Jones; * 1953), US-amerikanischer Skirennläufer
- Greg Jones (Naturbahnrodler) (* 1987), kanadischer Naturbahnrodler
- Greg Jones (Footballspieler) (Gregory M. Jones II; * 1988), US-amerikanischer Canadian-Football-Spieler
- Greg Jones (Tennisspieler) (* 1989), australischer Tennisspieler
- Greg Jones (Baseballspieler) (Greg Alan Jones; * 1998), US-amerikanischer Baseballspieler
- Gregory Jones (Bobfahrer) (* 1993), Schweizer Bobfahrer
- Gregory V. Jones (* 1959), US-amerikanischer Önologe und Klimatologe
- Griff Rhys Jones (* 1953), britischer Komiker, Schauspieler, Produzent und Regisseur
- Grover Jones (1893–1940), US-amerikanischer Filmregisseur und Drehbuchautor
- Guillermo Jones (* 1972), panamaischer Boxer
- Gwyn Jones (Schriftsteller) (1907–1999), walisischer Schriftsteller
- Gwyn Jones (Fußballspieler, 1912) (Gwyn Thomas Jones; 1912–1968), walisischer Fußballspieler
- Gwyn Jones (Physiker) (Gwyn Owain Jones; 1917–2006), walisischer Physiker, Museumsdirektor und Schriftsteller
- Gwyn Jones (Fußballspieler, 1932) (1932–2007), walisischer Fußballspieler
- Gwyn Jones (Fußballspieler, 1935) (Gwynfor Jones; 1935–2020), walisischer Fußballspieler
- Gwyn Jones (Eiskunstläufer) (* 1939), südafrikanischer Eiskunstläufer
- Gwyn Jones (Rugbyspieler) (* 1972), walisischer Rugbyspieler
- Gwyneth Jones (Sängerin) (* 1936), britische Opernsängerin (Sopran)
- Gwyneth Jones (Schriftstellerin) (* 1952), britische Schriftstellerin

### H
- Haley Louise Jones (* 1989), deutsche Schauspielerin
- Hamilton C. Jones (1884–1957), US-amerikanischer Politiker
- Hank Jones (1918–2010), US-amerikanischer Jazzpianist
- Hannah Jones (Leichtathletin) (* 1995), australische Hürdenläuferin
- Hannah Jones (Sängerin), britische Sängerin
- Hannah Jones (Snookerspielerin) (* 1996), britische Snookerspielerin
- Harford Jones (1764–1847), britischer Diplomat
- Harmon Jones (1911–1972), kanadisch-US-amerikanischer Filmeditor und Filmregisseur
- Harold Jones (Flötist) (1934–2015), US-amerikanischer Flötist und Musikpädagoge
- Harold Jones (Schlagzeuger) (* 1940), US-amerikanischer Jazzschlagzeuger
- Harold Jones (Autor) (1904–1992), britischer Kinderbuchautor und Illustrator
- Harold Ellis Jones (1894–1960), US-amerikanischer Psychologe
- Harold Spencer Jones (1890–1960), britischer Astronom
- Harri Pritchard Jones (1933–2015), walisischer Schriftsteller
- Harry Jones (Chemiker) (1865–1916), US-amerikanischer Chemiker
- Harry Jones (Fußballspieler, 1881) (1881–??), englischer Fußballspieler
- Harry Jones (Fußballspieler, 1889) (1889–??), englischer Fußballspieler
- Harry Jones (Fußballspieler, 1891) (1891–1947), englischer Fußballspieler
- Harry Jones (Segler) (1895–1956), kanadischer Segler
- Harry Jones (Physiker, 1905) (1905–1986), britischer Physiker und Hochschullehrer
- Harry Jones (Fußballspieler, 1911) (1911–1957), englischer Fußballspieler
- Harry Jones (Footballspieler) (1945–2016), US-amerikanischer American-Football-Spieler
- Harry Jones (Physiker, 1945) (* 1945), britischer Physiker und Hochschullehrer
- Harry Jones (Schauspieler), englischsprachiger Schauspieler
- Harry Jones (Rennfahrer), US-amerikanischer Automobilrennfahrer
- Harry Jones (Rugbyspieler) (* 1989), kanadischer Rugby-Union-Spieler
- Hayden Jones (* 2006), australischer Tennisspieler
- Hayes Jones (* 1938), US-amerikanischer Leichtathlet
- Hayley Jones (* 1988), britische Leichtathletin
- Henry Jones (Politiker) († 1586), walisischer Politiker
- Henry Jones (Bischof) (um 1605–1681), anglikanischer Bischof von Clogher und Meath
- Henry Jones (Orgelbauer) (1822–1900), britischer Orgelbauer
- Henry Jones (Autor) (1831–1899), britischer Arzt und Tennisfunktionär
- Henry Jones (Philosoph) (1852–1922), walisischer Philosoph
- Henry Jones (1912–1999), amerikanischer Schauspieler
- Henry Jones (Footballspieler) (* 1967), US-amerikanischer Football-Spieler
- Henry Jones (Fußballspieler) (* 1993), walisischer Fußballspieler
- Henry Arthur Jones (1851–1929), britischer Dramatiker
- Henry Bence Jones (1813–1873), englischer Arzt und Chemiker
- Henry Cox Jones (1821–1913), amerikanischer Jurist und Politiker
- Henry Stuart Jones (1867–1939), britischer Klassischer Philologe und Historiker
- Henry Z Jones, Jr. (* 1940), US-amerikanischer Schauspieler, Genealoge und Autor
- Herbert Jones (1940–1982), britischer Offizier
- Herbie Jones (1926–2001), US-amerikanischer Jazzmusiker
- Hettie Jones (1934–2024), US-amerikanische Autorin
- Homer Jones (1893–1970), US-amerikanischer Politiker
- Homer Jones (Footballspieler) (1941–2023), US-amerikanischer American-Football-Spieler
- Horace Jones (1819–1887), britischer Architekt
- Howard Jones (Historiker) (1940–2022), US-amerikanischer Historiker
- Howard Jones (Musiker, 1955) (* 1955), britischer Musiker und Sänger
- Howard Jones (Sänger, 1970) (* 1970), US-amerikanischer Metalsänger
- Howard Mumford Jones (1892–1980), US-amerikanischer Literaturwissenschaftler, Historiker und Schriftsteller
- Howard Palfrey Jones (1899–1973), US-amerikanischer Oberst und Diplomat
- Hugh Jones (Gewichtheber) (Richard Hugh Jones; 1930–1965), neuseeländischer Gewichtheber
- Hugh Jones (Leichtathlet) (* 1955), britischer Marathonläufer
- Hugh Jones (Produzent), britischer Toningenieur und Musikproduzent
- Hugh Jones (Tennisspieler) (1880–1960), US-amerikanischer Tennisspieler
- Hugh Lloyd-Jones (1922–2009), britischer Altphilologe
- Humphrey Owen Jones (1878–1912), walisischer Chemiker und Bergsteiger
- Huw Jones (* 1993), schottischer Rugby-Union-Spieler

### I
- Ian Jones (Produzent) (1931–2018), australischer Filmproduzent, Drehbuchautor und Regisseur
- Ian Jones (Kameramann), australischer Kameramann
- Ian Jones (Musiker) (1960–2009), britischer Gitarrist
- Ian Jones (Rennfahrer), britischer Motorradrennfahrer
- Ian Jones (Dartspieler) (* 1961), englischer Dartspieler
- Ian Jones (Rugbyspieler) (* 1967), neuseeländischer Rugby-Union-Spieler
- Ian Jones (Fußballspieler) (* 1980), Fußballspieler der Turks- und Caicosinseln
- Ian Jones (Curler), walisischer Rollstuhlcurler
- Ian Jones (Leichtathlet), britischer Leichtathlet
- Ida Jones (1911–??), britische Leichtathletin
- Ida Ella Ruth Jones (1874–1959), US-amerikanische Malerin
- Idris Jones (* 1943), britischer Geistlicher, Primas der Scottish Episcopal Church
- Ieuan Wyn Jones (* 1949), walisischer Politiker
- Ike Jones (Isaac Lolette Jones; 1929–2014), US-amerikanischer Schauspieler und Filmproduzent
- Inez Jones (1912/13–1995),  US-amerikanische Jazzsängerin
- Inigo Jones (1573–1652), britischer Architekt
- Isaac Jones (Politiker, I), amerikanischer Politiker, Bürgermeister von Philadelphia
- Isaac Jones (Leichtathlet) (* 1990), gambischer Sprinter
- Isaac Dashiell Jones (1806–1893), US-amerikanischer Politiker
- Isaiah Jones (Fußballspieler, 1999) (* 1999), englisch-guyanischer Fußballspieler
- Isaiah Jones (Fußballspieler, 2006) (* 2006), sierra-leonischer Fußballspieler
- Isham Jones (1894–1956), US-amerikanischer Musiker, Songwriter, Komponist und Bandleader
- Isham Russel Jones II, bekannt als Rusty Jones (1942–2015), US-amerikanischer Jazzschlagzeuger
- Isobel Jesper Jones (* 1995), britische Schauspielerin

### J
- J. H. Jones (James Henry Jones; 1836–1911), US-amerikanischer Politiker
- J. Knox Jones, Jr. (1929–1992), US-amerikanischer Mammaloge und Hochschullehrer
- J. V. Jones (Julie Victoria Jones; * 1963), britische Schriftstellerin
- Jack Jones (Fußballspieler) (1869–1931), walisischer Fußballspieler und Cricketspieler
- Jack Jones (Politiker) (John Joseph Jones; 1873–1941), britischer Politiker (Labour Party)
- Jack Jones (Schriftsteller) (1884–1970), walisischer Schriftsteller
- Jack Jones (Rugbyspieler, 1886) (1886–1951), walisischer Rugby-Union-spieler
- Jack Jones (Rugbyspieler, 1890) (1890–??), walisischer Rugby-Union- und Rugby-League-Spieler
- Jack Jones (Cricketspieler) (John Jones; 1899–1991), australischer Cricketspieler
- Jack Jones (Gewerkschafter) (James Larkin Jones; 1913–2009), britischer Gewerkschaftsfunktionär (TWGU)
- Jack Jones (Sänger) (John Allan Jones; 1938–2024), US-amerikanischer Sänger
- Jack Jones (Schlagzeuger) (Jack Llewleyn Jones; * 1944), britischer Schlagzeuger
- Jack Jones, Bühnenname von Irwin Thomas (* 1971), US-amerikanisch-australischer Singer-Songwriter und Gitarrist
- Jack Pinnington Jones (* 2003), britischer Tennisspieler
- Jackie Jones (* 1966), britische Juristin und Politikerin (Labour)
- Jacoby Jones (1984–2024), US-amerikanischer American-Football-Spieler
- Jade Jones (* 1993), britische Taekwondoin
- Jak Jones (* 1993), walisischer Snookerspieler
- Jake Jones (Baseballspieler) (1920–2000), US-amerikanischer Baseballspieler
- Jake Jones (Basketballspieler) (* 1949), US-amerikanischer Basketballspieler
- Jake Jones (Dartspieler) (* 1993), englischer Dartspieler
- Jalen Jones (* 1998), guyanischer Fußballspieler
- James Jones (Politiker, vor 1740) (vor 1740–1801), US-amerikanischer Politiker (Georgia)
- James Jones (Politiker, 1772) (1772–1848), US-amerikanischer Politiker (Virginia)
- James Jones (Sportschütze) (1871–1955), kanadischer Sportschütze
- James Jones (Fußballspieler) (1873–1955), englischer Fußballspieler
- James Jones (Autor) (1921–1977), US-amerikanischer Schriftsteller
- James Jones (Footballspieler, 1958) (* 1958), US-amerikanischer American-Football-Spieler (Runningback, Dallas Cowboys)
- James Jones (Footballspieler, 1961) (* 1961), US-amerikanischer American-Football-Spieler (Runningback, Detroit Lions und Seattle Seahawks)
- James Jones (Footballspieler, 1969) (* 1969), US-amerikanischer American-Football-Spieler (Defensive Tackle)
- James Jones (Schiedsrichter), walisischer Rugby-Union-Schiedsrichter
- James Jones (Basketballspieler) (* 1980), US-amerikanischer Basketballspieler
- James Jones (Footballspieler, 1984) (* 1984), US-amerikanischer American-Football-Spieler (Wide Receiver)
- James Jones (Fußballspieler, 1996) (* 1996), schottischer Fußballspieler
- James C. Jones (James Chamberlain Jones; 1809–1859), US-amerikanischer Politiker
- James Brooks Jones (1886–1947), US-amerikanischer Politiker
- James Earl Jones (1931–2024), US-amerikanischer Schauspieler
- James H. Jones (James Henry Jones; 1830–1904), US-amerikanischer Politiker (Texas)
- James Kimbrough Jones (1839–1908), US-amerikanischer Politiker
- James L. Jones (James Logan Jones junior; * 1943), US-amerikanischer Marinegeneral und Sicherheitsberater
- James Parker Jones (* 1940), US-amerikanischer Jurist
- James Robert Jones (* 1939), US-amerikanischer Politiker
- James Stuart Jones (* 1948), britischer Geistlicher, Bischof von Liverpool
- James T. Jones (James Taylor Jones; 1832–1895), US-amerikanischer Jurist, Offizier und Politiker
- Jamie Jones (DJ) (* 1980), walisischer DJ und Musikproduzent
- Jamie Jones (* 1988), walisischer Snookerspieler
- Jamison Jones (* 1969), US-amerikanischer Schauspieler und Synchronsprecher
- Janet Jones (* 1961), US-amerikanische Schauspielerin
- January Jones (* 1978), US-amerikanische Schauspielerin
- Jasmine Jones (* 2001), US-amerikanische Leichtathletin
- Jasmine Cephas Jones (* 1989), US-amerikanische Schauspielerin und Sängerin
- Jason Jones (Schauspieler) (* 1967), kanadisch-US-amerikanischer Schauspieler, Komiker und Drehbuchautor
- Jason Jones (Spieleentwickler) (* 1971), US-amerikanischer Spieleentwickler
- Jason Jones (Footballspieler) (* 1986), US-amerikanischer Footballspieler
- Jaspa Jones (* 1968), deutscher Musiker und Komponist, siehe Blank & Jones
- Javis Jones (* 2005), anguillanischer Fußballspieler
- Jax Jones (* 1987), britischer DJ
- Jayson Jones (* 1977), Sprinter aus Belize
- Jean Jones (Malerin) (1927–2012), englische Malerin
- Jeff Jones (Cricketspieler, 1941) (* 1941), walisischer Cricketspieler
- Jeff Jones (Musiker) (Jeffrey Robin Jones, * 1953), amerikanisch-kanadischer Musiker
- Jeff Jones (Automobilrennfahrer), US-amerikanischer Automobilrennfahrer
- Jeff Jones (Motorradrennfahrer), britischer Motorradrennfahrer
- Jeff Jones (Comiczeichner), US-amerikanischer Comiczeichner
- Jeff Jones (Baseballspieler, 1956) (Jeffrey Allen Jones, * 1956), US-amerikanischer Baseballspieler
- Jeff Jones (Baseballspieler, 1957) (Jeffrey Raymond Jones, 1957), US-amerikanischer Baseballspieler
- Jeff Jones (Cricketspieler, 1958) (* 1958), guayanischer Cricketspieler
- Jeff Jones (Filmeditor), Filmeditor
- Jeff Jones (Filmproduzent), Filmproduzent
- Jeff Jones (Radsportler), britischer Radsportler
- Jefferson Jones (* 1954), englischer Cricketspieler
- Jeffery Jones (* 1958), US-amerikanischer Politiker
- Jeffrey Jones (Fußballspieler) (1886–1976), walisischer Fußballspieler
- Jeffrey Jones (Schauspieler) (* 1946), US-amerikanischer Schauspieler
- Jeffrey Catherine Jones (früher Jeff Jones; 1944–2011), US-amerikanische Künstlerin und Illustratorin
- Jeffrey Max Jones (* 1958), mexikanischer Politiker
- Jehu Jones (1786–1852), US-amerikanischer Geistlicher
- Jehu Glancy Jones (1811–1878), US-amerikanischer Politiker
- Jenkin Lloyd Jones (Geistlicher) (1843–1918), amerikanischer Geistlicher
- Jenkin Lloyd Jones (Journalist) (1911–2004), amerikanischer Kolumnist und Zeitungsherausgeber
- Jennifer Jones (1919–2009), US-amerikanische Schauspielerin
- Jennifer Jones (Curlerin) (* 1974), kanadische Curlerin
- Jenny Jones (Moderatorin) (* 1946), US-amerikanische Fernsehmoderatorin
- Jenny Jones (Politikerin, 1948) (Jennifer Grace Jones; * 1948), britische Politikerin (Labour Party)
- Jenny Jones, Baroness Jones of Moulsecoomb (Jennifer Helen Jones; * 1949), britische Politikerin (Green Party)
- Jenny Jones (Snowboarderin) (* 1980), britische Snowboarderin
- Jeremy Jones (* 1971), US-amerikanischer Billardspieler
- Jermaine Jones (* 1981), deutsch-amerikanischer Fußballspieler
- Jerry Jones (* 1942), US-amerikanischer American-Football-Funktionär
- Jesse H. Jones (1874–1956), US-amerikanischer Unternehmer, Manager und Politiker
- Jessica Jones (Musikerin) (* ≈1965), US-amerikanische Jazzmusikerin
- Jewell Jones (* 1995), US-amerikanischer Politiker (Demokratische Partei)
- Jill Jones (* 1962), US-amerikanische Sängerin
- Jill Marie Jones (* 1975), US-amerikanische Schauspielerin
- Jim Jones (1931–1978), US-amerikanischer Sektenführer
- Jim Jones (Rapper) (* 1976), US-amerikanischer Rapper
- Jimmy Jones (Fußballspieler, 1888) (James Jones; 1888–??), englischer Fußballspieler
- Jimmy Jones (Fußballspieler, 1896) (James Willie Jones; 1896–??), englischer Fußballspieler
- Jimmy Jones (Boxer) (James E. Jones; 1896–1979), US-amerikanischer Boxer
- Jimmy Jones (Fußballspieler, 1901) (James Jones; 1901–1977), walisischer Fußballspieler
- Jimmy Jones (Tennisspieler) (Clarence Medlycott Jones; 1912–1986), britischer Tennisspieler und Autor
- Jimmy Jones (Pianist) (James Henry Jones; 1918–1982), US-amerikanischer Jazz-Pianist
- Jimmy Jones (Fußballspieler, 1919) (Benjamin James Jones; 1919–1976), walisischer Fußballspieler
- Jimmy Jones (Fußballspieler, 1920) (James Jones; 1920–??), englischer Fußballspieler
- Jimmy Jones (Fußballspieler, 1927) (James Alfred Jones; 1927–2015), englischer Fußballspieler
- Jimmy Jones (Fußballspieler, 1928) (James Jones; 1928–2014), nordirischer Fußballspieler
- Jimmy Jones (Sänger) (James Jones; 1937–2012), US-amerikanischer Sänger und Songwriter
- Jimmy Jones (Basketballspieler) (James Jones; * 1945), US-amerikanischer Basketballspieler
- Jipp Jones, Künstlername von Angela Bowie (* 1949), US-amerikanische Autorin, Schauspielerin und Sängerin
- Jo Jones (Jonathan Jones; 1911–1985), US-amerikanischer Schlagzeuger
- Jo Brigden-Jones (Joanne Brigden-Jones; * 1988), australische Kanutin
- Joan Jones (* 1948), australische Badmintonspielerin
- Jodi Jones (* 1997), englischer Fußballspieler
- Jodi Elkington-Jones (* 1993), australische Leichtathletin
- Joe Jones (1926–2005), US-amerikanischer Sänger
- Joe Jones (Radsportler) (* 1944), kanadischer Radrennfahrer
- Joe Armon-Jones (* 1994), britischer Fusionmusiker
- Joel Jones (* 1981), US-amerikanischer Basketballspieler
- Joevin Jones (* 1991), Fußballspieler aus Trinidad und Tobago
- Joey Jones (1955–2025), walisischer Fußballspieler
- John Jones (Heiliger) († 1598), britischer Märtyrer
- John Jones, eigentlicher Name von John Jones Maesygarnedd (um 1597–1660), walisischer Attentäter
- John Jones (Organist) (1728–1796), britischer Organist
- John Jones (Autor) (1766–1821), walisischer Dichter
- John Jones (Siedler) (um 1808–1869), neuseeländischer Siedler
- John Jones (Baseballspieler) (1901–1956), US-amerikanischer Baseballspieler
- John Jones (Literaturwissenschaftler) (1924–2016), britischer Literaturwissenschaftler und Hochschullehrer
- John Jones (Musiker, I) (Mandingo), jamaikanischer Musiker
- John Jones (Produzent) (* 1962), britischer Musikproduzent
- John Jones (Rennfahrer) (* 1965), kanadischer Automobilrennfahrer
- John Jones (Footballspieler) (* 1975), US-amerikanischer American-Football-Spieler
- John Campbell-Jones (1930–2020), britischer Rennfahrer
- John Harvey-Jones (1924–2008), britischer Manager, Moderator und Universitätskanzler
- John Lennard-Jones (1894–1954), britischer Mathematiker und Physiker
- John Powell-Jones (1925–2012), britischer Diplomat
- John Allan Jones, eigentlicher Name von Jack Jones (Sänger) (1938–2024), US-amerikanischer Sänger
- John B. Jones (1834–1881), US-amerikanischer Offizier
- John David Rheinallt Jones (1884–1953), walisisch-südafrikanischer Verleger und Politiker
- John E. Jones III. (* 1955), US-amerikanischer Richter
- John Edward Jones (1840–1896), US-amerikanischer Politiker
- John Howard Jones (* 1955), britischer Musiker, siehe Howard Jones (Musiker, 1955)
- John James Jones (1824–1898), US-amerikanischer Politiker
- John Joseph Jones, eigentlicher Name von Jack Jones (Politiker) (1873–1941), britischer Politiker (Labour Party)
- John Kenyon Netherton Jones (1912–1977), britischer Chemiker
- John M. Jones (1820–1864), US-amerikanischer General
- John Marshall Jones (* 1962), US-amerikanischer Schauspieler
- John Marvin Jones (1882–1976), US-amerikanischer Politiker
- John P. Jones (John Percival Jones; 1829–1912), US-amerikanischer Politiker
- John Paul Jones (Seefahrer) (1747–1792), Seefahrer und amerikanischer Freiheitskämpfer schottischer Herkunft
- John Paul Jones (Leichtathlet) (1890–1970), US-amerikanischer Mittelstreckenläufer
- John Paul Jones (Musiker) (* 1946), britischer Rockmusiker
- John S. Jones (John Sills Jones; 1836–1903), US-amerikanischer Politiker
- John Walter Jones (1878–1954), kanadischer Politiker
- John William Jones (1806–1871), US-amerikanischer Politiker
- John Winston Jones (1791–1848), US-amerikanischer Politiker
- John Winter Jones (1805–1881), britischer Bibliothekar
- Johnny Jones (Fußballspieler) (1924–??), walisischer Fußballspieler
- Johnny Jones (Gitarrist) (John D. Jones Jr.; 1936–2009), US-amerikanischer Gitarrist
- Johnny Jones (Basketballspieler) (John Jones; * 1943), US-amerikanischer Basketballspieler
- Johnny Jones (Leichtathlet) (John Wesley Jones; 1958–2019), US-amerikanischer Sprinter
- Jolanda Jones (* 1959), US-amerikanische Siebenkämpferin
- Jon Jones (Kampfsportler) (* 1987), US-amerikanischer Mixed-Martial-Arts-Kämpfer
- Jon Jones (Regisseur), britischer Regisseur
- Jonah Jones (Jazzmusiker) (Robert Elliott Jones; 1908–2000), US-amerikanischer Trompeter
- Jonah Jones (Bildhauer) (Leonard Jones; 1909–2004), britischer Bildhauer
- Jonah Jones (Kameramann) (1913–1973), britischer Kameramann
- Jonathan Jones (Fußballspieler) (1878–??), walisischer Fußballspieler
- Jonathan Jones (Journalist) (* 1976), britischer Journalist und Kunstkritiker
- Jonathan Jones (Künstler) (* 1978), australischer Künstler
- Jonathan Jones (Musiker) (* 1982), US-amerikanischer Sänger
- Jonathan Jones (Leichtathlet) (* 1991), US-amerikanischer Kugelstoßer
- Jonathan Jones (Footballspieler, 1993) (* 1993), US-amerikanischer American-Football-Spieler
- Jonathan Jones (Footballspieler, 1997) (* 1997), US-amerikanischer American-Football- und Canadian-Football-Spieler
- Jonathan Jones (Leichtathlet) (* 1999), barbadischer Leichtathlet
- Jonathan Evans-Jones, walisischer Violinist
- Jonathan A. Jones (* 1967), britischer Physiker
- Jonathan D.G. Jones (* 1954), britischer Genetiker
- Jonquel Jones (* 1994), bahamaisch-bosnische Basketballspielerin
- Jordan Jones (Fußballspieler, 1994) (* 1994), nordirischer Fußballspieler
- Jordan Jones (Fußballspieler, 1995) (* 1995), US-amerikanischer Fußballspieler
- Jordan Jones (Triathlet) (* 1981), US-amerikanischer Triathlet
- Jordyn Jones (* 2000), US-amerikanische Sängerin, Tänzerin und Youtuberin
- Joseph Jones (1727–1805), US-amerikanischer Politiker
- Joseph Merrick Jones (1902–1963), US-amerikanischer Jurist
- Josiah Towyn Jones (1858–1925), britischer Politiker der Liberal Party, Unterhausabgeordneter und Juniorminister
- Jude Jones (* 2001), britischer BMX-Freestyle-Fahrer
- Judith Jones-Morgan, vincentische Juristin
- Julia Jones (Dramatikerin) (1923–2015), britische Dramatikerin, Drehbuchautorin und Schauspielerin
- Julia Jones (Dirigentin) (* 1961), britische Dirigentin
- Julia Jones (Schauspielerin) (* 1981), US-amerikanische Schauspielerin
- Julia Jones (Tennisspielerin) (* 1994), US-amerikanische Tennisspielerin
- Julio Jones (* 1989), US-amerikanischer American-Football-Spieler
- Junior Jones (* 1970), US-amerikanischer Boxer
- Justin Jones (Gitarrist) (* 1964), britischer Gitarrist
- Justin Jones (Politiker) (* 1995), US-amerikanischer Politiker
- Justin Jones (Regisseur), US-amerikanischer Regisseur und Produzent
- Justin Jones (Schauspieler), US-amerikanischer Schauspieler
- Justin Jones (Motorsportler), US-amerikanischer Motorsportler

### K
- K. C. Jones (1932–2020), US-amerikanischer Basketballspieler und -trainer
- Kai Jones (* 2001), bahamaischer Basketballspieler
- Karen Spärck Jones (1935–2007), britische Informatikerin
- Katherine Jones, Viscountess Ranelagh (1615–1691), irische Alchemistin
- Katherine Jones (Ruderin) (* 1986), britische Ruderin
- Katherine Duncan-Jones (1941–2022), britische Literaturwissenschaftlerin
- Katherine Stewart-Jones (* 1995), kanadische Skilangläuferin
- Katherine Davies Jones (1860–1943), US-amerikanische Botanikerin
- Kehri Jones (* 1993), US-amerikanische Bobfahrerin
- Keith Jones (Mediziner) (1911–2012), australischer Chirurg
- Keith Jones (Fußballspieler, 1928) (* 1928), walisischer Fußballtorhüter
- Keith Jones (Fußballspieler, 1965) (* 1965), englischer Fußballspieler
- Keith Jones (Footballspieler) (* 1966), US-amerikanischer American-Football-Spieler
- Keith Jones (Eishockeyspieler) (* 1968), kanadischer Eishockeyspieler und Sportreporter
- Keith Jones (Regisseur), südafrikanischer Filmregisseur und -produzent
- Kelley Jones (* 1962), US-amerikanischer Comiczeichner
- Kelly Jones (Schriftstellerin) (Mary Kelleen Jones; * 1948), US-amerikanische Schriftstellerin
- Kelly Jones (Tennisspieler) (* 1964), US-amerikanischer Tennisspieler
- Kelly Jones (Musiker) (* 1974), britischer Musiker
- Kelly Jones (Schauspieler), US-amerikanischer Schauspieler und Stuntman
- Kelly B. Jones (* 1983), thailändisch-walisische Schauspielerin, Synchronsprecherin, Moderatorin und Model
- Kelsey Jones (1922–2004), kanadischer Musiker, Dirigent und Musikpädagoge
- Kelvin Jones (* 1995), simbabwisch-britischer Singer-Songwriter
- Kelvin Jones (Fußballspieler) (* 1962), Fußballspieler und -trainer aus Trinidad und Tobago
- Ken Jones (Baseballspieler) (Kenneth Frederick Jones; 1903–1991), US-amerikanischer Baseballspieler
- Ken Jones (Leichtathlet) (Kenneth Jeffrey Jones; 1921–2006), walisischer Sprinter und Rugbyspieler
- Ken Jones (Fußballspieler, 1926) (Richard Kenneth Jones; 1926–2015), walisischer Fußballspieler
- Ken Jones (Komponist) (Kenneth Evan Jones; 1927–1988), britischer Dirigent und Komponist
- Ken Jones (Fußballspieler, Januar 1936) (Kenneth Jones; 1936–2013), walisischer Fußballtorhüter
- Ken Jones (Fußballspieler, Oktober 1936) (Kenneth Jones; 1936–2018), englischer Fußballspieler
- Ken Jones (Fußballspieler, 1937) (Kenneth Boothroyd Jones; * 1937), walisischer Fußballspieler
- Ken Jones (Fußballspieler, 1941) (Kenneth Brian Jones; * 1941), englischer Fußballspieler
- Ken Jones (Rugbyspieler) (David Kenneth Jones; 1941–2022), walisischer Rugbyspieler
- Ken Jones (Fußballspieler, 1944) (Kenneth Jones; 1944–2012), englischer Fußballspieler
- Ken Jones (Spezialeffektkünstler) (Kenneth Jones), US-amerikanischer Spezialeffektkünstler
- Kenneth Burton Jones (1952–1969), US-amerikanischer Songwriter
- Kenneth Norman Jones (* 1924), australischer Staatsbeamter
- Kenneth V. Jones (1924–2020), britischer Komponist
- Kenney Jones (* 1948), britischer Musiker
- Kent Jones (* 1993), US-amerikanischer Rapper
- Kenwyne Jones (* 1984), Fußballspieler aus Trinidad und Tobago
- Kenya Kinski-Jones (* 1993), US-amerikanisches Fashionmodel
- Kenyon Jones (1977–2005), US-amerikanischer Basketballspieler
- Keri Jones (* 1945), walisischer Rugby-Union-Spieler
- Kerri-Ann Jones, US-amerikanische Regierungsbeamtin
- Keziah Jones (* 1968), nigerianischer Musiker
- Kimberly Denise Jones, bekannt als Lil’ Kim (* 1976), US-amerikanische Sängerin und Schauspielerin
- Kingsley Jones (1935–2003), walisischer Rugby-Union-Spieler
- Kirk Jones (Regisseur) (* 1963), britischer Filmregisseur und Drehbuchautor
- Kirk Jones, bürgerlicher Name von Sticky Fingaz (* 1973), amerikanischer Rapper und Schauspieler
- Kyle Redmond-Jones (* 1986), britischer Schauspieler

### L
- L. Q. Jones (1927–2022), US-amerikanischer Schauspieler
- Lake Jones (1867–1930), US-amerikanischer Jurist
- Lamont Jones (* 1990), US-amerikanischer Basketballspieler
- Landry Jones (* 1989), US-amerikanischer American-Football-Spieler
- Langdon Jones (* 1942), britischer Schriftsteller und Herausgeber
- Larry Jones (Basketballspieler) (* 1942), US-amerikanischer Basketballspieler
- Larry Jones (Footballspieler) (Lawrence Allen Jones; * 1942), US-amerikanischer American-Football-Spieler
- Larry Eugene Jones (* 1940), US-amerikanischer Historiker
- Larry Lee Jones, eigentlicher Name von Zeke Jones (* 1966), US-amerikanischer Ringer
- Larry Wayne Jones Jr., eigentlicher Name von Chipper Jones (* 1972), US-amerikanischer Baseballspieler
- Laura Jones (* 1982), australische Malerin
- Laurence Jones (Offizier) (1933–1995), britischer Luftwaffenoffizier
- Laurence Jones (Bluesmusiker) (* 1992), britischer Gitarrist, Sänger und Songwriter
- Laurence Jones (Leichtathletin) (* 1996), luxemburgische Leichtathletin
- LaVerne Jones-Ferrette (* 1981), Leichtathletin von den Amerikanischen Jungferninseln
- Lavinia Jones (* 1973), südafrikanische Sängerin
- Lawrence Jones (Kameramann), britischer Kameramann
- Lawrence Jones (Unternehmer) (Lawrence Nigel Jones; * 1968), britischer Unternehmer
- Lawrence C. Jones (Lawrence Clark Jones; 1893–1972), US-amerikanischer Jurist und Politiker
- Lawrence W. Jones (Lawrence William Jones; * 1925), US-amerikanischer Physiker
- Lazlow Jones, US-amerikanischer Hörfunkmoderator
- Lee Jones (Golfspieler), US-amerikanischer Golfspieler
- Lee Jones (Fußballspieler, 1970) (* 1970), walisischer Fußballspieler
- Lee Jones (Fußballspieler, 1973) (* 1973), walisischer Fußballspieler
- Lee Jones (Fußballspieler, 1975) (* 1975), neuseeländischer Fußballspieler
- Lee Jones (Rugbyspieler) (* 1988), schottischer Rugby-Union-Spieler
- Lee Haven Jones (* 1976), walisischer Filmschauspieler und Filmregisseur
- Leisel Jones (* 1985), australische Schwimmerin
- Leon Jones (* 1998), schottischer Fußballspieler
- Leonard Jones (Politiker, 1797) (Live-Forever Jones; 1797–1868), US-amerikanischer Geistlicher und Politiker
- Leonard Jones (Politiker, 1924) (1924–1998), kanadischer Jurist und Politiker
- Leonard Jones (Bassist) (* 1943), US-amerikanischer Jazzbassist
- Leora Jones (* 1960), US-amerikanische Handballspielerin
- Leroy Jones (* 1958), US-amerikanischer Jazzmusiker
- Leslie Jones (Fußballspieler) (1911–1981), walisischer Fußballspieler und -trainer
- Leslie Jones (Filmeditorin), US-amerikanische Filmeditorin
- Leslie Jones (Schauspielerin) (* 1967), US-amerikanische Schauspielerin
- Lewis Jones (* 1931), walisischer Rugby-Union-Spieler
- Lewis R. Jones (1864–1945), US-amerikanischer Botaniker und Pflanzenpathologe
- Linda Jones (1944–1972), US-amerikanische Sängerin
- Linda Tellington-Jones (* 1937), kanadische Reitlehrerin
- Lindsay Owen-Jones (* 1946), britischer Rennfahrer und Manager
- Little Hat Jones (1899–1981), US-amerikanischer Bluesmusiker
- Little Johnny Jones (1924–1964), US-amerikanischer Pianist und Sänger
- Lloyd Jones (Leichtathlet) (1884–1971), US-amerikanischer Leichtathlet
- Lloyd Jones (Musiker) (* 1950), US-amerikanischer Jazzmusiker
- Lloyd Jones (Schriftsteller) (* 1955), neuseeländischer Schriftsteller
- Lloyd Jones (Eiskunstläufer) (* 1988), britisch-französischer Eiskunstläufer
- Lloyd Jones (Fußballspieler) (* 1995), englischer Fußballspieler
- Lloyd E. Jones (1889–1958), US-amerikanischer Offizier, Generalmajor der US-Army
- Lois Mailou Jones (1905–1998), US-amerikanische Malerin und Hochschullehrerin
- Lolo Jones (* 1982), US-amerikanische Leichtathletin und Bobsportlerin
- Loretta Jones (* 1975), australische Triathletin
- Lou Jones (1932–2006), US-amerikanischer Sprinter
- Louise Jones (Radsportlerin) (* 1963), britische Radrennfahrerin
- Louise Jones (Leichtathletin) (* 1985), neuseeländische Sprinterin
- Lowell Edwin Jones (* 1945), US-amerikanischer Mathematiker
- Lucie Jones (* 1991), britische Sängerin, Schauspielerin und Model
- Luke Jones, US-amerikanischer Schauspieler
- Lupita Jones (* 1967), mexikanische Schönheitskönigin und Unternehmerin
- Luuka Jones (* 1988), neuseeländische Kanutin
- Lyle Vincent Jones (1924–2016), US-amerikanischer Psychologe
- Lyn Jones (* 1964), walisischer Rugbyspieler und -trainer

### M
- Mabel Jones (ca. 1865–1923), schottisch-britische Ärztin und Suffragette
- Mac Jones (* 1998), US-amerikanischer American-Football-Spieler
- Maggie Jones (Musikerin) (1900–nach 1934), US-amerikanische Bluessängerin und Pianistin
- Maggie Jones (Schauspielerin) (Margaret Jones; 1934–2009), britische Schauspielerin
- Maggie Jones, Baroness Jones of Whitchurch (Margaret Beryl Jones; * 1955), britische Politikerin (Labour Party)
- Maggie Elizabeth Jones, US-amerikanische Schauspielerin
- Makenna Jones (* 1998), US-amerikanische Tennisspielerin
- Malik Jones (Journalist) (auch Malick Jones; 1956–2024), gambischer Journalist
- Malik Jones (Rapper) (Malik Yusef El Shabazz Jones; * 1971), US-amerikanischer Rapper und Musikproduzent
- Malik Jones (Eishockeyspieler) (* 2002), US-amerikanischer Para-Eishockey-Spieler
- Mandy Jones, britische Radrennfahrerin
- Mara Jones (* 1974), US-amerikanische Ruderin
- Marcia Jones Smoke (* 1941), US-amerikanische Kanutin
- Marcia Mae Jones (1924–2007), US-amerikanische Schauspielerin
- Marcus Eugene Jones (1852–1934), US-amerikanischer Geologe, Bergbauingenieur und Botaniker
- Margaret Jones (Archäologin) (1916–2001), britische Archäologin
- Margaret Jones (Opfer der Hexenverfolgung) († 1648), Hebamme und Opfer der Hexenverfolgung in der Massachusetts Bay Colony
- Marie Smith Jones (1918–2008), Häuptling der Eyak in Alaska
- Marilyn C. Jones († 2015), US-amerikanische Baseballspielerin
- Marion Jones (Tennisspielerin) (1879–1965), US-amerikanische Tennisspielerin
- Marion Jones (* 1975), US-amerikanisch-belizische Leichtathletin
- Mark Jones (Fußballspieler, 1933) (1933–1958), englischer Fußballspieler
- Mark Jones (Drehbuchautor) (* 1953), US-amerikanischer Drehbuchautor, Regisseur und Produzent
- Mark Jones (Dartspieler) (* 1970), englischer Dartspieler
- Mark Jones (Rugbyspieler) (* 1979), walisischer Rugbyspieler
- Mark Jones (Historiker) (* 1981), irischer Historiker
- Mark Jones (Snookerspieler), englischer Snookerspieler
- Mark Jones (Fußballspieler, 1989) (* 1989), walisischer Fußballspieler
- Mark Lewis Jones (* 1964), britischer Schauspieler
- Martin Jones (Pianist) (* 1940), britischer Pianist
- Martin Jones (Archäologe), Archäologe
- Martin Jones (Schlagersänger) (* 1956), britisch-deutscher Schlagersänger und Moderator
- Martin Jones (Leichtathlet) (* 1967), britischer Langstreckenläufer
- Martin Jones (Hockeyspieler), englischer Hockeyspieler und -trainer
- Martin Jones (Eishockeyspieler) (* 1990), kanadischer Eishockeytorwart
- Martyn Lloyd-Jones (1899–1981), britischer Evangelist
- Marvin Jones (Footballspieler, 1972) (* 1972), US-amerikanischer American-Football-Spieler (Linebacker, New York Jets)
- Marvin Jones III, eigentlicher Name von Krondon (* 1976), US-amerikanischer Rapper
- Marvin Jones (Fußballspieler) (* 1983), Fußballspieler aus Trinidad und Tobago
- Marvin Jones (Footballspieler, 1990) (* 1990), US-amerikanischer American-Football-Spieler (Wide Receiver, Detroit Lions)
- Marvin Jones (Basketballspieler) (* 1993), US-amerikanischer Basketballspieler
- Marvin Jones (Musiker) (1960–2022), US-amerikanischer Jazzmusiker
- Mary Jones (Christin) (1784–1864), walisische Christin
- Mary Jones (Schachspielerin), englische Fernschachspielerin
- Mary Jones (Transfrau) (1803–?), amerikanische Prostituierte
- Mary Jones (Ruderin) (* 1986), US-amerikanische Ruderin
- Mary Cover Jones (1896–1987), US-amerikanische Psychologin
- Mary Harris Jones (1837–1930), US-amerikanische Gewerkschaftsführerin
- Mary Jane Richardson Jones (1819–1909), US-amerikanische Abolitionistin, Philanthropin und Suffragette
- Matías Jones (* 1991), uruguayischer Fußballspieler
- Matt Jones (Snookerspieler), walisischer Snookerspieler
- Matt Jones (Golfspieler) (* 1980), australischer Golfspieler
- Matt Jones (Fußballspieler, 1980) (* 1980), walisischer Fußballspieler
- Matt Jones (Eishockeyspieler, 1983) (Matthew S. Jones; * 1983), US-amerikanischer Eishockeyspieler
- Matt Jones (Footballspieler, 1983) (Matthew Jones; * 1983), US-amerikanischer American-Football-Spieler und Moderator
- Matt Jones (Fußballspieler, 1986) (Matthew Jones; * 1986), englischer Fußballspieler
- Matt Jones (Eishockeyspieler, 1986) (Matthew Jones; * 1986), US-amerikanischer Eishockeyspieler
- Matt Jones (Footballspieler, 1993) (* 1993), US-amerikanischer American-Football-Spieler
- Matt L. Jones (Matthew Lee Jones; * 1981), US-amerikanischer Schauspieler
- Maurice Jones-Drew (* 1985), US-amerikanischer American-Football-Spieler
- Maya MacIsaac-Jones (* 1995), kanadische Skilangläuferin
- Max Jones (Journalist) (Ronald Maxwell Jones; 1917–1993), britischer Journalist, Moderator und Autor
- Max Jones (Eishockeyspieler) (* 1998), US-amerikanischer Eishockeyspieler
- Maximus Jones (* 2004), thailändischer Tennisspieler
- Melissa Jones (* 1982), kanadische Naturbahnrodlerin
- Melvill Jones (1887–1975), britischer Luftfahrtingenieur
- Melvin Jones (1879–1961), US-amerikanischer Versicherungskaufmann, siehe Lions Club #Geschichte
- Melvin Jones (Stuntman), US-amerikanischer Stuntman und Schauspieler
- Melvin B. Jones (Melvin Benoni Jones; 1918–1992), gambischer Politiker (UP)
- Mervyn Jones (Autor) (1922–2010), britischer Journalist und Schriftsteller
- Mervyn Jones (Politiker) (* 1942), britischer Diplomat, Gouverneur der Turks- und Caicosinseln
- Mervyn Jones (Kanute), britischer Kanute
- Michael Jones (Offizier) († 1649), britischer Offizier
- Michael Jones (Geograph) (Michael Richard Handley Jones; * 1944), britischer Geograph
- Michael Jones (Sänger) (* 1952), französischer Sänger und Gitarrist
- Michael Jones, eigentlicher Name von Kashif (Musiker) (1959–2016), US-amerikanischer Musiker, Singer-Songwriter und Produzent
- Michael Jones (Wrestler) (1962–2024), US-amerikanischer Wrestler (Virgil)
- Michael Jones (Leichtathlet) (* 1963), britischer Hammerwerfer
- Michael Jones (Rugbyspieler) (* 1965), neuseeländischer Rugby-Union-Spieler
- Michael Jones (Schauspieler) (* 1987), US-amerikanischer Synchronsprecher, Schauspieler und Webvideoproduzent
- Michael Jones (Cricketspieler) (* 1990), schottischer Cricketspieler
- Michael Caton-Jones (* 1957), schottischer Filmregisseur
- Michael D. Jones (Politiker) (Michael Daniel Jones; 1822–1898), walisischer Politiker
- Michael D. Jones (Wirtschaftswissenschaftler) (Michael David Jones), US-amerikanischer Wirtschaftswissenschaftler
- Michael Geoffrey Jones, siehe Mick Jones (Musiker, 1955)
- Michael Joseph Jones, eigentlicher Name von Wax (Rapper) (* 1980), US-amerikanischer Musiker und Rapper
- Michael K. Jones, britischer Historiker
- Michael Leslie Jones, siehe Mick Jones (Musiker, 1944)
- Michael T. Jones (Michael Timothy Jones; 1960–2021), US-amerikanischer Softwareentwickler und Unternehmer
- Michelle Jones (Schauspielerin), US-amerikanische Schauspielerin
- Michelle Jones (Triathletin), US-amerikanische Triathletin
- Michellie Jones (* 1969), australische Triathletin
- Mick Jones (Fußballspieler, 1938) (* 1938), walisischer Fußballspieler
- Mick Jones (Fußballspieler, 1942) (* 1942), englischer Fußballspieler
- Mick Jones (Musiker, 1944) (Michael Leslie Jones; * 1944), britischer Gitarrist, Songschreiber und Musikproduzent (Foreigner)
- Mick Jones (Fußballspieler, Januar 1945) (* 1945), englischer Fußballspieler
- Mick Jones (Fußballspieler, April 1945) (Michael David Jones; * 1945), englischer Fußballspieler
- Mick Jones (Fußballspieler, 1947) (Michael Jones; * 1947), englischer Fußballspieler und -trainer
- Mick Jones (Musiker, 1955) (Michael Geoffrey Jones; * 1955), britischer Musiker (The Clash)
- Mickey Jones (1941–2018), US-amerikanischer Musiker und Schauspieler
- Miesha McKelvy-Jones (* 1976), US-amerikanische Hürdenläuferin
- Mike Jones (Kanute) (1952–1978), britischer Kajakfahrer
- Mike Jones (Footballspieler, 1960) (Michael Anthony Jones; * 1960), US-amerikanischer American-Football-Spieler und -Trainer
- Mike Jones (Jazzpianist) (* 1962), US-amerikanischer Jazzmusiker
- Mike Jones (Rennfahrer, 1966) (Michael Jones; * 1966), US-amerikanischer Motocrossfahrer
- Mike Jones (Basketballspieler, 1967) (Mike Fritzthadus Jones; * 1967), US-amerikanischer Basketballspieler
- Mike Jones (Footballspieler, 1969) (Michael Anthony Jones; * 1969), US-amerikanischer American-Football-Spieler
- Mike Jones (Drehbuchautor) (* 1971), US-amerikanischer Drehbuchautor und Journalist
- Mike Jones (Rapper) (Michael Jones; * 1981), US-amerikanischer Rapper
- Mike Jones (Basketballspieler, 1984) (Michael Jones; * 1984), US-amerikanischer Basketballspieler
- Mike Jones (Rennfahrer, 1994) (Michael Edward Jones; * 1994), australischer Motorradrennfahrer
- Mimi Jones (* 1972), US-amerikanische Jazzmusikerin
- Mondaire Jones (* 1987), US-amerikanischer Politiker und Rechtsanwalt
- Monty Jones (* 1951), sierra-leonischer Pflanzenzüchter
- Morgan Jones (Politiker, 1830) (1830–1894), US-amerikanischer Politiker
- Morgan Jones (Politiker, 1886) (1886–1939), britischer Politiker
- Morgan Jones (Schauspieler) (1928–2012), US-amerikanischer Schauspieler
- Morgan Jones (Skirennläufer) (* 1968), britischer Skirennläufer
- Murray Jones (Rugbyspieler) (Murray Gordon Jones; 1942–1975), neuseeländischer Rugby-Union-Spieler
- Murray Jones (Segler) (Murray Selwyn Jones; * 1957), neuseeländischer Segler
- Murray Jones (Fußballspieler) (Murray Lee Jones; * 1964), englischer Fußballspieler

### N
- Nasir Jones (* 1973), US-amerikanischer Rapper, siehe Nas (Rapper)
- Nat Jones, US-amerikanischer Jazzmusiker
- Natey Jones (* 20. Jahrhundert), britischer Schauspieler
- Natalie R. Jones (1924–2014), US-amerikanische Journalistin und Filmproduzentin
- Nate Jones (Nathaniel Henry Jones; * 1972), US-amerikanischer Boxer
- Nathan Jones (Wrestler) (* 1970), australischer Wrestler und Schauspieler
- Nathan Jones (Fußballspieler) (* 1973), walisischer Fußballspieler und -trainer
- Nathaniel Jones (Politiker) (1788–1866), US-amerikanischer Politiker
- Nathaniel Jones (Lyriker) (1832–1905), walisischer Lyriker
- Nathaniel R. Jones (Nathaniel Raphael Jones; 1926–2020), US-amerikanischer Jurist
- Neal Jones (Musiker) (1922–2005), US-amerikanischer Country-Musiker
- Neal Jones (Schauspieler) (* 1960), US-amerikanischer Schauspieler
- Neil Jones (Herausgeber), britischer Herausgeber
- Neil Jones (Tänzer) (* 1982), britischer Tänzer und Choreograf
- Neil D. Jones (* 1941), US-amerikanischer Informatiker
- Neil R. Jones (Neil Ronald Jones; 1909–1988), US-amerikanischer Schriftsteller
- Nerys Jones (* 1984), britische Biathletin
- Nia Jones (* 1992), walisische Fußball- und Netballspielerin
- Nic Jones (Musiker) (Nicolas Paul Jones; * 1947), britischer Musiker
- Nic Jones (Footballspieler) (Nicholas Jones; * 2001), US-amerikanischer American-Football-Spieler
- Nick Jones (Nicholas Keith Arthur Jones; * 1963), britischer Unternehmer
- Nicholas Jones (Journalist) (* 1942), britischer Journalist
- Nicholas Jones (Schauspieler) (* 1946), britischer Schauspieler
- Nicholas Allen Jones, eigentlicher Name von Nicky Wire (* 1969), britischer Musiker, Mitglied von Manic Street Preachers
- Nicholas F. Jones, US-amerikanischer Althistoriker
- Nicky Jones (Nicholas Cornelius Jones; * 1996), US-amerikanischer Synchronsprecher
- Nicole Jones (* 1963), bermudische Fußball- und Cricketspielerin
- Nigel Jones (* 1951), britischer Historiker und Journalist
- Nigel Jones, Baron Jones of Cheltenham (1948–2022), britischer Politiker (Liberal Democrats)
- Nikole Hannah-Jones (* 1976), US-amerikanische Journalistin
- Nina Jones (1871–1926), neuseeländische Aquarellistin und Illustratorin
- Noah Jones (* 2002), US-amerikanisch-deutscher Fußballspieler
- Noble Wimberly Jones (um 1723–1805), US-amerikanischer Politiker
- Noel Jones (1932–2009), britischer Theologe
- Noel T. Jones (* um 1958), pensionierter Generalleutnant der US Air Force
- Norah Jones (* 1979), US-amerikanische Sängerin

### O
- Oliver Jones (Pianist) (* 1934), kanadischer Jazzpianist und Komponist
- Oliver Jones (Animator), britischer Animator
- Oliver Jones (Fußballspieler) (* 2003), australischer Fußballspieler
- Oliver Dene Jones, eigentlicher Name von Skream (* 1986), britischer Musiker und Produzent
- Olivia Jones (eigentlich Oliver Knöbel; * 1969), deutscher Travestiekünstler
- Omari Jones (* 2002), US-amerikanischer Boxer
- Oran „Juice“ Jones (* 1957), US-amerikanischer Sänger
- Orlando Jones (* 1968), US-amerikanischer Schauspieler
- Orus Jones (1867–1963), US-amerikanischer Golfspieler
- Oshae Jones (* 1998), US-amerikanische Boxerin
- Otha Jones (* 2000), US-amerikanischer Boxer
- Owen Jones (Altertumsforscher) (1741–1814), britischer Altertumsforscher
- Owen Jones (Architekt) (1809–1874), britischer Architekt und Designer
- Owen Jones (Politiker) (1819–1878), US-amerikanischer Politiker (Pennsylvania)
- Owen Jones (Journalist) (* 1984), britischer Journalist und Autor
- Owen Thomas Jones (1878–1967), britischer Geologe

### P
- Pablo Martín Jones (* 1980), US-amerikanischer Jazz- und Weltmusiker
- Paddington Tom Jones (1769–1833), britischer Boxer
- Paige Jones (* 2002), US-amerikanische Skispringerin
- Parnelli Jones (1933–2024), US-amerikanischer Automobilrennfahrer und Rennstallbesitzer
- Patricia Jones (1930–2000), kanadische Leichtathletin
- Patrick Jones (* 1965), walisischer Autor
- Patrick Jones II (* 1998), US-amerikanischer American-Football-Spieler
- Paul Jones (Produzent) (1901–1968), US-amerikanischer Filmproduzent
- Paul Jones (Wrestler) (1942–2018), US-amerikanischer Wrestler
- Paul Jones (Musiker) (* 1942), britischer Musiker
- Paul Jones (Fußballspieler, 1953) (* 1953), englischer Fußballspieler
- Paul Jones (Boxer) (* 1966),  britischer Boxer
- Paul Jones (Fußballspieler, 1965) (* 1965), englischer Fußballspieler
- Paul Jones (Fußballspieler, 1966) (* 1966), australischer Fußballtorhüter und -trainer
- Paul Jones (Fußballspieler, 1967) (* 1967), walisischer Fußballtorhüter
- Paul Jones (Fußballspieler, 1978) (* 1978), englischer Fußballspieler
- Paul Jones (Fußballspieler, 1986) (* 1986), englischer Fußballtorhüter
- Paul C. Jones (1901–1981), US-amerikanischer Politiker
- Paul Tudor Jones (* 1954), US-amerikanischer Hedgefonds-Manager und Philanthrop
- Paula Jones (* 1966), US-amerikanische Pressesprecherin
- Pauline Neville-Jones, Baroness Neville-Jones (* 1939), britische Diplomatin, Managerin und Politikerin
- Peggy Jones († 2015), US-amerikanische Musikerin
- Penne Hackforth-Jones († 2013), australische Schauspielerin
- Percy Jones (Boxer) (1892–1922), britischer Boxer
- Percy Jones (Musiker) (* 1947), britischer Musiker und Musikproduzent
- Percy Mansell Jones (1889–1968), britischer Romanist und Literaturwissenschaftler
- Perianne Jones (* 1985), kanadische Skilangläuferin
- Perry Jones (Tennisfunktionär) (1890–1970), US-amerikanischer Tennisfunktionär
- Perry Jones (Basketballspieler) (* 1991), US-amerikanischer Basketballspieler
- Pete Jones (Musiker) (* 1957), britischer Rockmusiker
- Pete Jones (Drehbuchautor), US-amerikanischer Drehbuchautor und Filmregisseur
- Peter Jones (Missionar) (Kahkewāquonāby, Desagondensta; 1802–1856), kanadischer Missionar, Übersetzer und Autor
- Peter Jones (Schauspieler) (1920–2000), britischer Schauspieler und Drehbuchautor
- Peter Jones (Rugbyspieler, 1932) (1932–1994), neuseeländischer Rugby-Union-Spieler
- Peter Jones (Rugbyspieler, 1942) (* 1942), australischer Rugby-League-Spieler
- Peter Jones (Mathematiker) (* 1952), US-amerikanischer Mathematiker
- Peter Jones (Musiker) († 2025), australischer Musiker
- Peter Jones (Schiedsrichter) (* 1954), englischer Fußballschiedsrichter
- Peter Jones (Filmproduzent), kanadischer| Filmproduzent, Drehbuchautor und Toneditor
- Peter Gwynn-Jones (1940–2010), britischer Heraldiker und Genealoge
- Peter Blundell Jones (1949–2016), britischer Architekturhistoriker
- Peter George Jones, deutscher Chemiker und Hochschullehrer
- Peter M. Jones (* 1949), britischer Historiker
- Phil Jones (Fußballspieler, 1948) (* 1948), englischer Fußballspieler
- Phil Jones (Fußballspieler, 1961) (* 1961), englischer Fußballspieler
- Phil Jones (Fußballspieler, 1969) (* 1969), englischer Fußballspieler
- Phil Jones (Fußballspieler, 1992) (* 1992), englischer Fußballspieler
- Philip Jones (Trompeter) (1928–2000), britischer Trompeter
- Philip Jones (Admiral) (* 1960), britischer Admiral
- Philip Burne-Jones (1861–1926), britischer Maler und Illustrator
- Philip D. Jones (Phil Jones; * 1952), britischer Klimatologe
- Phillip Jones (* 1974), neuseeländisch-britischer Basketballspieler
- Phillip Sydney Jones (1836–1918), australischer Arzt
- Philly Joe Jones (1923–1985), US-amerikanischer Schlagzeuger
- Phineas Jones (1819–1884), US-amerikanischer Politiker
- Popeye Jones (eigentlich Ronald Jones; * 1970), US-amerikanischer Basketballspieler
- Preston Jones, US-amerikanischer Historiker

### Q
- Quincy Jones (1933–2024), US-amerikanischer Musiker und Produzent
- Quincy Jones III (* 1968), britischer Musik- und Filmproduzent

### R
- R. Clark Jones (Robert Clark Jones; 1916–2004), US-amerikanischer Physiker
- Rachel Bay Jones (* 1969), US-amerikanische Schauspielerin und Sängerin
- Rael Jones, britischer Musiker und Filmkomponist
- Ralph Jones (Trainer) (1880–1951), US-amerikanischer Football- und Basketballtrainer
- Ralph Jones (Jazzmusiker), US-amerikanischer Jazzmusiker und Hochschullehrer
- Ralph Jones (Radsportler) (* 1988), britischer Mountainbiker
- Randy Jones (Schlagzeuger) (* 1944), britischer Schlagzeuger
- Randy Jones (Baseballspieler) (* 1950), US-amerikanischer Baseballspieler
- Randy Jones (Sänger) (* 1952), US-amerikanischer Sänger und Schauspieler
- Randy Jones (Bobfahrer) (* 1969), US-amerikanischer Bobsportler
- Randy Jones (Eishockeyspieler) (* 1981), kanadischer Eishockeyspieler
- Raquel Kops-Jones (* 1982), US-amerikanische Tennisspielerin, siehe Raquel Atawo
- Rashida Jones (* 1976), US-amerikanische Schauspielerin
- Ray Jones (Radsportler) (Raymond Colin Jones; 1918–1990), britischer Radsportler
- Ray Jones (Politiker) (1926–2000), australischer Politiker
- Ray Jones (Priester) (* 1934), britischer Priester
- Ray Jones (Fußballspieler, 1944) (1944–2007), englischer Fußballspieler
- Ray Jones (Footballspieler) (* 1947), US-amerikanischer American-Football-Spieler
- Ray Jones (Fußballspieler, 1988) (Raymond Barry Jones; 1988–2007), englischer Fußballspieler
- Ray W. Jones (1855–1919), US-amerikanischer Politiker
- Raymond Jones (Boxer) (1903–??), australischer Boxer
- Raymond F. Jones (Raymond Fisher Jones; 1915–1994), US-amerikanischer Schriftsteller
- Reece Jones (* 2000), bermudischer Fußballspieler
- Reggie Jones (Boxer) (* 1951), US-amerikanischer Boxer
- Reggie Jones (Leichtathlet, 1953) (* 1953), US-amerikanischer Sprinter
- Reggie Jones (Leichtathlet, 1971) (* 1971), US-amerikanischer Dreispringer
- Reggie Jones (Footballspieler) (* 1986), US-amerikanischer Footballspieler
- Reginald Jones (Musiker) (Jonesy), US-amerikanischer Jazzmusiker
- Reginald Watson-Jones (1902–1972), britischer Chirurg und Herausgeber
- Reginald H. Jones (Reginald Harold Jones; 1917–2003), US-amerikanischer Manager
- Reginald Victor Jones (1911–1997), britischer Physiker
- Renée Jones-Bos (* 1952), niederländische Beamtin und Diplomatin
- Reshad Jones (* 1988), US-amerikanischer American-Football-Spieler
- Reunald Jones (1910–1989), US-amerikanischer Trompeter
- Rhonda Jones (* 1979), schottische Fußballspielerin
- Richard Jones (Politiker) (um 1534–nach 1577), walisischer Politiker
- Richard Jones, 1. Earl of Ranelagh (1641–1712), irischer Politiker
- Richard Jones (Komponist) († 1744), britischer Violinist und Komponist
- Richard Jones (Ökonom) (1790–1855), britischer Ökonom
- Richard Jones (Cricketspieler, 1871) (1871–1940), englischer Cricketspieler
- Richard Jones (Cricketspieler, 1916) (1916–2004), englischer Cricketspieler
- Richard Jones (Leichtathlet) (* 1973), guyanischer Sprinter
- Richard Jones (Snookerspieler), walisischer Snookerspieler
- Richard Jones (Schachspieler) (* 1983), walisischer Schachspieler
- Richard Jones (Poolbillardspieler), englischer Poolbillardspieler
- Richard Jones (Rennfahrer) (* 1949), britischer Automobilrennfahrer
- Richard Jones (Regisseur) (* 1953), britischer Opernregisseur und Bühnenbildner
- Richard Jones (Diplomat), US-amerikanischer Diplomat
- Richard Jones (Orientierungsläufer), britischer Orientierungsläufer
- Richard Jones (Triathlet) (* 1972), britischer Triathlet
- Richard Jones (Cricketspieler, 1973) (* 1973), neuseeländischer Cricketspieler
- Richard Jones (Cricketspieler, 1986) (* 1986), englischer Cricketspieler
- Richard M. Jones (1889/1892–1945), US-amerikanischer Jazzmusiker, Komponist und Musikproduzent
- Richard T. Jones (* 1972), US-amerikanischer Schauspieler
- Rickie Lee Jones (* 1954), US-amerikanische Musikerin
- Ricky Seals-Jones (Roderick Seals-Jones; * 1995), US-amerikanischer American-Football-Spieler
- Rob Jones (Künstler), US-amerikanischer Grafiker, Designer und Unternehmer
- Rob Jones (Fußballspieler, 1971) (Robert Marc Jones; * 1971), englischer Fußballspieler
- Rob Jones (Fußballspieler, 1979) (Robert William Jones; * 1979), englischer Fußballspieler
- Rob Jones (Ruderer) (Robert R. Jones, Jr.; * 1985), US-amerikanischer Farmer, Marinesoldat und Ruderer
- Robbie Jones (Robert Lee Jones III; * 1977), US-amerikanischer Schauspieler
- Robert Jones (Komponist, um 1577) (um 1577–nach 1615), englischer Lautenspieler und Komponist
- Robert Jones (Komponist, 1945) (* 1945), britischer Komponist
- Robert Jones (Mediziner) (1857/1858–1933), britischer Chirurg
- Robert Jones (Fußballspieler, 1868) (1868–1939), walisischer Fußballspieler
- Robert Jones (Fußballspieler, 1902) (1902–1958), englischer Fußballspieler
- Robert Jones (Fußballspieler, 1911) (1911–??), englischer Fußballspieler
- Robert Jones (Politiker, 1944) (1944–2010), US-amerikanischer Politiker (Michigan)
- Robert Jones (Politiker, 1950) (1950–2007), britischer Politiker (Conservatives)
- Robert Jones (Fußballspieler, 1964) (* 1964), walisischer Fußballspieler
- Robert Jones (Drehbuchautor), britischer Drehbuchautor
- Robert Jones (Filmproduzent), britischer Filmproduzent
- Robert Jones (Paläontologe), australischer Paläontologe
- Robert Jones (Rugbyspieler) (* 1965), walisischer Rugby-Union-Spieler
- Robert Jones (Footballspieler, 1969) (* 1969), US-amerikanischer American-Football-Spieler
- Robert Jones (Footballspieler, 1999) (* 1999), US-amerikanischer American-Football-Spieler
- Robert Jones (Fußballspieler, 1971) (* 1971), englischer Fußballspieler
- Robert Hope-Jones (1859–1914), britischer Erfinder
- Robert Prys-Jones (* 1949), britischer Ornithologe
- Robert C. Jones (1936–2021), US-amerikanischer Filmeditor und Drehbuchautor
- Robert Clark Jones (1916–2004), US-amerikanischer Physiker, siehe R. Clark Jones
- Robert Clyde Jones, eigentlicher Name von Bobby Jones (Basketballspieler, 1951) (* 1951), US-amerikanischer Basketballspieler
- Robert Earl Jones (1910–2006), US-amerikanischer Schauspieler
- Robert Elliott Jones, eigentlicher Name von Jonah Jones (Jazzmusiker) (1908–2000), US-amerikanischer Trompeter
- Robert Emmett Jones junior (1912–1997), US-amerikanischer Politiker (Alabama)
- Robert Franklin Jones (1907–1968), US-amerikanischer Politiker (Ohio)
- Robert Maynard Jones, eigentlicher Name von Bobi Jones (1929–2017), walisischer Schriftsteller
- Robert McDonald Jones (1808–1872), US-amerikanischer Choctaw-Anführer, Plantagenbesitzer, Unternehmer und Politiker
- Robert Owen Jones (1901–1972), britischer Generalleutnant
- Robert T. Jones (1910–1999), US-amerikanischer Ingenieur
- Robert Taylor Jones (1884–1958), US-amerikanischer Politiker (Arizona)
- Robert Tyre Jones, eigentlicher Name von Bobby Jones (1902–1971), US-amerikanischer Golfspieler
- Robert W. Jones (1932–1997), US-amerikanischer Komponist
- Rod Owen-Jones (* 1970), australischer Wasserballspieler
- Rodney Jones (* 1956), US-amerikanischer Jazzmusiker
- Roland Jones (1813–1869), US-amerikanischer Politiker
- Ron Jones (Lehrer) (* 1941), US-amerikanischer Lehrer
- Ron Jones (Snookerspieler) (1943–2024), walisischer Snookerspieler
- Ron Jones (Regisseur) (1945–1995), britischer Fernsehregisseur
- Ron Jones (Eishockeyspieler) (* 1951), kanadischer Eishockeyspieler
- Ron Jones (Komponist) (* 1954), US-amerikanischer Filmkomponist
- Ron Cephas Jones (1957–2023), US-amerikanischer Schauspieler
- Ronald Jones (Leichtathlet) (1934–2021), britischer Sprinter und Fußballfunktionär
- Ronald Jones (Künstler) (* 1952), US-amerikanischer Künstler und Kunstkritiker
- Ronald Jones (Politiker) (* 1957), barbadischer Politiker
- Ronald Jones II (* 1997), US-amerikanischer American-Football-Spieler
- Ronald Jones, eigentlicher Name von Popeye Jones (* 1970), US-amerikanischer Basketballspieler
- Ronald Maxwell Jones, eigentlicher Name von Max Jones (Journalist) (1917–1993), britischer Journalist, Moderator und Autor
- Rosa Mystique Jones (* 1990), nauruische Leichtathletin
- Rosalie Gardiner Jones (1883–1978), US-amerikanische Frauenrechtlerin
- Rosie Jones (* 1959), US-amerikanische Golferin
- Rosie Jones (Komikerin) (* 1990), britische Komikerin und Schauspielerin
- Rosine Jones (* um 1945), US-amerikanische Badmintonspielerin
- Ross F. Jones (1900–1979), US-amerikanischer Reporter, Offizier, Jurist und Politiker
- Roy Jones junior (* 1969), US-amerikanischer Boxer
- Ruby Jones, US-amerikanische Schauspielerin
- Rufus Jones (Mystiker) (1863–1948), US-amerikanischer Quäker, Mystiker und Philosoph
- Rufus Jones (Musiker) (Speedy; 1936–1990), US-amerikanischer Jazzmusiker
- Rufus Jones (Schauspieler) (* 1975), britischer Schauspieler
- Rupert Penry-Jones (* 1970), britischer Schauspieler
- Russell Jones (Jazzmusiker), US-amerikanischer Jazzmusiker
- Russell Jones (Eishockeyspieler) (1926–2012), australischer Eishockeyspieler
- Russell Jones (Schauspieler) (* 1978), britischer Schauspieler und Musiker
- Russell Tyrone Jones, eigentlicher Name von Ol’ Dirty Bastard (1968–2004), US-amerikanischer Rapper
- Rusty Jones († 2015), US-amerikanischer Schlagzeuger
- Ruth Jones (Politikerin) (* 1962/1963), britische Politikerin, Unterhausabgeordnete
- Ruth Jones (Schauspielerin) (* 1966), britische Schauspielerin und Drehbuchautorin
- Ruth Martin-Jones (* 1947), britische Leichtathletin
- Ruth Lee Jones, eigentlicher Name von Dinah Washington (1924–1963), US-amerikanische Sängerin
- Ryan Jones (Fußballspieler, 1973) (* 1973), walisischer Fußballspieler
- Ryan Jones (Rugbyspieler) (* 1981), walisischer Rugbyspieler
- Ryan Jones (Eishockeyspieler) (* 1984), kanadischer Eishockeyspieler
- Ryan Jones (Fußballspieler, 1992) (* 1992), englischer Fußballtorwart

### S
- Sacha Jones (* 1990), neuseeländisch-australische Tennisspielerin, siehe Sacha Hughes
- Sadie Jones (* 1967), britische Schriftstellerin
- Saeed Jones (* 1985), US-amerikanischer Schriftsteller
- Salena Jones (* 1938), US-amerikanische Jazz- und Popsängerin
- Sam Jones (Fußballspieler, 1870) (1870–1931), walisischer Fußballspieler
- Sam Jones (Fußballspieler, 1911) (Samuel Jones; 1911–1993), nordirischer Fußballspieler
- Sam Jones (Musiker) (Samuel Jones; 1924–1981), US-amerikanischer Jazzmusiker
- Sam Jones (Basketballspieler) (Samuel Jones II.; 1933–2021), US-amerikanischer Basketballspieler
- Sam Jones III (Samuel L. Jones III; * 1983), US-amerikanischer Schauspieler
- Sam Jones (Fußballspieler, 1991) (Samuel Isaac Jones; * 1991), walisischer Fußballspieler
- Sam Jones (DJ) (* 1993), walisischer Produzent und DJ
- Sam Jones (Eishockeyspieler) (* 1997), britischer Eishockeyspieler
- Sam H. Jones (Sam Houston Jones; 1897–1978), US-amerikanischer Politiker
- Sam J. Jones (Samuel Gerald Jones; * 1954), US-amerikanischer Schauspieler
- Samantha Jones (Schauspielerin) (Samantha Jones Wallace; * 1943), US-amerikanisches Model und Schauspielerin
- Samantha Jones (Sängerin) (eigentlich Jean Owen; * 1943), britische Sängerin
- Sammy Jones (1861–1951), australischer Cricketspieler
- Samson Jones (Jonesmann; * 1979), deutscher Rapper und Sänger
- Samuel Jones (Politiker) (1734–1819), US-amerikanischer Rechtsanwalt und Politiker (New York)
- Samuel Jones (General) (1819–1887), Generalmajor der Konföderierten im Sezessionskrieg
- Samuel Jones (Leichtathlet) (1880–1954), US-amerikanischer Leichtathlet
- Samuel Jones (Komponist) (* 1935), US-amerikanischer Komponist und Dirigent
- Samuel B. Jones (1933–2016), US-amerikanischer Botaniker
- Samuel H. M. Jones (Samuel Horton Maurice Jones; 1923–2017), gambischer Pädagoge, Beamter und Diplomat
- Samuel Horton Jones (Politiker, I), gambischer Politiker
- Samuel Horton Jones (Politiker, 1909) (Samuel Horton Oluwole Jones; 1909–1990), gambischer Politiker
- Samuel M. Jones (1846–1904), amerikanischer Unternehmer und Politiker
- Sandie Jones (1951–2019), irische Sängerin
- Sarah Jones (Tänzerin) (* 1934), britische Tänzerin
- Sarah Jones (Fotografin) (* 1959), britische Fotografin
- Sarah Catherine Jones (* 1965), deutsche Meteorologin, Hochschullehrerin und Leiterin des DWD
- Sarah Jones (Ruderin) (* 1973), US-amerikanische Ruderin
- Sarah Jones (Schauspielerin, 1973) (* 1973), US-amerikanische Schauspielerin
- Sarah Jones (Schauspielerin, 1983) (* 1983), US-amerikanische Schauspielerin
- Sarah Jones (Hockeyspielerin) (* 1990), walisisch-britische Hockeyspielerin
- Sarah Jones (Schiedsrichterin) (* 1990), neuseeländische Schiedsrichterassistentin
- Sarah Van Hoosen Jones (1892–1972), US-amerikanische Genetikerin
- Sasha Springer-Jones (* 1978), Leichtathletin aus Trinidad und Tobago
- Seaborn Jones (1788–1864), US-amerikanischer Politiker
- Sean Jones (Footballspieler, 1962) (* 1962), US-amerikanischer American-Football-Spieler
- Sean Jones (Musiker) (* 1978), US-amerikanischer Jazzmusiker
- Sean Jones (Footballspieler, 1982) (* 1982), US-amerikanischer American-Football-Spieler
- Sean Jones (Eishockeyspieler) (* 1985), australischer Eishockeyspieler
- Sean Jones (Schauspieler) (* 1998), kanadischer Schauspieler
- Seantavius Jones (* 1992), US-amerikanischer Footballspieler
- Sebastian Jones (* 1982), deutscher Eishockeyspieler
- Seth Jones (Schauspieler), Schauspieler
- Seth Jones (Eishockeyspieler) (* 1994), US-amerikanischer Eishockeyspieler
- Seth G. Jones (* 1972), US-amerikanischer Politikwissenschaftler
- Shane Jones (Autor) (* 1980), US-amerikanischer Autor und Dichter
- Shane Jones (Politiker) (* 1959), neuseeländischer Politiker der Partei New Zealand First
- Sharon Jones (Sängerin) (1956–2016), US-amerikanische Sängerin
- Sharon Jones (Eiskunstläuferin) (* 1964), britische Eiskunstläuferin
- Shawn Jones (Kameramann, I), US-amerikanischer Kameramann
- Shawn Jones (Schauspieler) (* 1977), US-amerikanischer Schauspieler, Filmproduzent und Kameramann
- Shawn Jones (Tontechniker), Tontechniker
- Shawn Jones (Basketballspieler) (* 1992), US-amerikanischer Basketballspieler
- Sherry Jones (* 1961), US-amerikanische Schriftstellerin
- Shevrin Jones (* 1983), US-amerikanischer Politiker und Lehrer
- Shirley Jones (* 1934), US-amerikanische Schauspielerin
- Shirley Brannock Jones (* 1925), US-amerikanische Juristin
- Sidney Jones (1861–1946), britischer Komponist und Dirigent
- Simon Jones (Schauspieler) (* 1950), britischer Schauspieler
- Simon Jones (Bassist) (* 1972), britischer Musiker
- Simon Jones (Cricketspieler) (* 1978), britischer Cricketspieler
- Simon Jones (Golfspieler), britischer Golfspieler
- Simon Huw Jones (* 1960), britischer Musiker, Sänger und Fotograf
- Simon Peyton Jones (* 1958), britischer Informatiker
- Sissieretta Jones (1868/1869–1933), US-amerikanische Opernsängerin (Sopran)
- Slick Jones (1907–1969), US-amerikanischer Jazzschlagzeuger
- Sophie Jones (* 1995), deutsche Autorin, Schönheitskönigin und Aktivistin
- Spencer Jones (Baseballspieler) (* 2001), US-amerikanischer Baseballspieler
- Spencer Jones (Basketballspieler) (* 2001), US-amerikanischer Basketballspieler
- Spencer P. Jones (1956–2018), neuseeländischer Musiker
- Spencer Jones (Komiker), britischer Schauspieler und Komiker
- Spike Jones (1911–1965), US-amerikanischer Musiker
- Staff Jones (* 1959), walisischer Rugby-Union-Spieler
- Stan Jones (Songwriter) (Stanley Davis Jones; 1914–1963), US-amerikanischer Songwriter und Schauspieler
- Stan Jones (Radsportler) (1922–1995), britischer Radrennfahrer
- Stan Jones (Schauspieler) (Gordon Stanley Jones; 1926–1998), kanadischer Schauspieler
- Stan Jones (Footballspieler) (Stanley Paul Jones; 1931–2010), US-amerikanischer American-Football-Spieler und -Trainer
- Stan Jones (Autor) (* 1947), US-amerikanischer Journalist und Autor
- Stanhope Bayne-Jones (1888–1970), US-amerikanischer Mikrobiologe und Militärarzt
- Stanley Jones (Radsportler) (1888–1962), britischer Radsportler
- Stanley Jones (Richter) (* 1941), australischer Richter
- Stanley Wilson Jones (1888–1962), britischer Kolonialbeamter
- Steffi Jones (* 1972), deutsche Fußballspielerin
- Stella Jones (* 1971), Sängerin, Pianistin, Arrangeurin und Komponistin
- Stephanie Tubbs Jones (1949–2008), US-amerikanische Politikerin
- Stephen Jones (Autor) (* 1953), britischer Schriftsteller und Herausgeber
- Stephen Jones (Journalist), britischer Sportjournalist
- Stephen Jones (Designer) (* 1957), britischer Modedesigner
- Stephen Jones (Musiker) (* 1962), britischer Musiker und Autor
- Stephen Jones (Politiker) (* 1965), australischer Politiker
- Stephen Jones (Leichtathlet) (* 1978), Hürdenläufer aus Barbados
- Stephen Jones (Rugbyspieler) (* 1977), walisischer Rugby-Union-Spieler
- Stephen Jones (Schauspieler) (* 1986), irischer Schauspieler, Autor und Regisseur
- Sterling Jones (1929–2022), US-amerikanischer Violinist und Musikpädagoge
- Steve Jones (Basketballspieler) (1942–2017), US-amerikanischer Basketballspieler
- Steve Jones (Biologe) (* 1944), britischer Genetiker
- Steve Jones (Leichtathlet) (* 1955), britischer Langstreckenläufer
- Steve Jones (Musiker) (* 1955), britischer Rockmusiker
- Steve Jones (Fußballspieler, 1955) (* 1955), englischer Fußballspieler
- Steve Jones (Fußballspieler, 1957) (* 1957), englischer Fußballspieler
- Steve Jones (Radsportler) (* 1957), britischer Radrennfahrer
- Steve Jones (Golfspieler) (* 1958), US-amerikanischer Golfspieler
- Steve Jones (Fußballspieler, 1960) (* 1960), englischer Fußballspieler
- Steve Jones (Pilot) (* 1960), britischer Pilot
- Steve Jones (Fußballspieler, 1962) (* 1962), walisischer Fußballspieler
- Steve Jones (Fußballspieler, 1964) (* 1964), walisischer Fußballspieler
- Steve Jones (Fußballspieler, März 1970) (* 1970), englischer Fußballspieler
- Steve Jones (Fußballspieler, Dezember 1970) (* 1970), englischer Fußballspieler
- Steve Jones (Fußballspieler, Januar 1974) (* 1974), englischer Fußballspieler
- Steve Jones (Fußballspieler, März 1974) (* 1974), englischer Fußballspieler
- Steve Jones (Fußballspieler, 1976) (* 1976), nordirischer Fußballspieler
- Steve Jones (Moderator) (* 1977), britischer Fernsehmoderator und Schauspieler
- Steve Jones (Fußballspieler, 1986) (* 1986), englischer Fußballspieler
- Steven Jones (* 1949), US-amerikanischer Physiker
- Stevie Lynn Jones (* 1995), US-amerikanische Schauspielerin
- Stuart Jones (* 1984), walisischer Fußballspieler
- Sue Jones-Davies (* 1949), britische Schauspielerin, Sängerin und Politikerin
- Suranne Jones (* 1978), britische Schauspielerin
- Susan Jones (Schwimmerin) (* 1954), britische Schwimmerin
- Susan Jones, Pseudonym von Alexandra Gentara (* 1974), deutsche Verlegerin und Autorin
- Susan Jones, Geburtsname von Susan Moncrieff (* 1978), britische Hochspringerin
- Susan Elan Jones (* 1968), britische Politikerin
- Susannah Mushatt Jones (1899–2016), US-amerikanische Altersrekordlerin
- Sydney Evan Jones (1887–1948), australischer Arzt und Polarforscher

### T
- T. G. Jones (Thomas George Jones; 1917–2004), walisischer Fußballspieler
- Tamala Jones (* 1974), US-amerikanische Schauspielerin
- Tami Jones, bekannt als Tami Whitlinger (* 1968), US-amerikanische Tennisspielerin
- Tayari Jones (* 1970), US-amerikanische Schriftstellerin
- Tayla Jones (* 1996), australische Endurosportlerin
- Tyler Patrick Jones (* 1994), US-amerikanischer Kinderdarsteller und Schauspieler
- Tecwyn Jones (Fußballspieler, 1930) (1930–2008), walisischer Fußballspieler
- Tecwyn Jones (Fußballspieler, 1941) (* 1941), walisischer Fußballspieler
- Terence Jones (auch Terry Jones), britischer Medizinphysiker
- Terrence Jones (Fußballtrainer) (* 1968), US-amerikanischer Fußballspieler und -trainer
- Terrence Jones (Basketballspieler) (* 1992), US-amerikanischer Basketballspieler
- Terrence Jones (Leichtathlet) (* 2002), bahamaischer Leichtathlet
- Terry Jones (Komiker) (Terence Graham Parry Jones; 1942–2020), britischer Komödiant, Regisseur und Schriftsteller
- Terry Jones (Prediger) (* 1951), US-amerikanischer Geistlicher und Hassprediger
- Thad Jones (1923–1986), US-amerikanischer Jazzmusiker und Bandleader
- Theo Jones, VFX Supervisor
- Thomas Jones (Politiker, um 1492) (um 1492–1558/1559), walisischer Politiker
- Thomas Jones (Politiker, 1554) (1554–1604), walisischer Politiker
- Thomas Jones (Maler) (1742–1803), britischer Maler
- Thomas Jones (Fußballspieler, I), britischer Fußballspieler (Crewe)
- Thomas Jones (Fußballspieler, II), walisischer Fußballspieler (Blackburn)
- Thomas Jones (Fußballspieler, 1879) (1879–??), englischer Fußballspieler
- Thomas Jones (Fußballspieler, 1884) (1884–1958), walisischer Fußballspieler und -trainer
- Thomas Jones (Fußballspieler, 1885) (1885–??), englischer Fußballspieler
- Thomas Jones (Fußballspieler, 1889) (1889–1923), englischer Fußballspieler
- Thomas Jones, Baron Maelor (1898–1984), walisischer Politiker
- Thomas Jones (Footballspieler) (* 1978), US-amerikanischer American-Football-Spieler
- Thomas ap Catesby Jones (1790–1858), US-amerikanischer Marineoffizier
- Thomas David Jones (* 1955), US-amerikanischer Astronaut
- Thomas G. Jones (1844–1914), US-amerikanischer Politiker
- Thomas George Jones (1917–2004), walisischer Fußballspieler, siehe T. G. Jones
- Thomas Gwynn Jones (1871–1949), walisischer Dichter
- Thomas Laurens Jones (1819–1887), US-amerikanischer Politiker
- Thomas McKissick Jones (1816–1892), US-amerikanischer Politiker
- Thomas Rupert Jones (1819–1911), britischer Geologe und Paläontologe
- Thomas Rymer Jones (1810–1880), britischer Zoologe und Anatom
- Thomas Sambola Jones (1859–1933), US-amerikanischer Diplomat
- Tiffany Jackson-Jones (1985–2022), US-amerikanische Basketballspielerin
- Tilky Jones (* 1981), US-amerikanischer Schauspieler und Musiker
- Tim Jones (Katastrophenschützer), kanadischer Katastrophenschützer
- Tim Jones (Schriftsteller, 1959) (* 1959), neuseeländischer Dichter und Schriftsteller
- Tim Jones (Komponist) (Timothy S. Jones; * 1971), US-amerikanischer Komponist
- Tim Jones (Politiker) (* 1971), US-amerikanischer Politiker
- Tim Maurice-Jones, britischer Kameramann
- Tim Wynne-Jones (* 1948), kanadischer Schriftsteller
- Tim Jones (Footballspieler) (* 1998), US-amerikanische American-Football-Spieler
- Timothy Jones (Radsportler) (* 1975), simbabwischer Radrennfahrer
- Timothy Jones (Cricketspieler) (* 1978), englischer Cricketspieler
- Timothy Clement-Jones, Baron Clement-Jones (* 1949), britischer Politiker
- Timothy Booth Jones (* 1952), englischer Cricketspieler
- Timothy Marschall Jones (* 1962), britischer Diplomat
- Tobias Frere-Jones (* 1970), US-amerikanischer Schriftgestalter und Typograf
- Toby Jones (Tobias Edward Heslewood Jones; * 1966), britischer Schauspieler
- Tom Jones (1769–1833), britischer Boxer, siehe Paddington Tom Jones
- Tom Jones (Fußballspieler, 1877) (Thomas Jones; 1877–??), englischer Fußballspieler
- Tom Jones (Fußballspieler, 1899) (Thomas Jones; 1899–1978), walisischer Fußballspieler
- Tom Jones (Billardspieler), walisischer Billardspieler
- Tom Jones (Fußballspieler, 1916) (Thomas Jones; 1916–??), englischer Fußballspieler
- Tom Jones (Autor) (1928–2023), US-amerikanischer Musicaltexter
- Tom Jones (* 1940), britischer Sänger
- Tom Jones (Rennfahrer) (1943–2015), US-amerikanischer Automobilrennfahrer
- Tom Jones (Fußballspieler, 1964) (Thomas Jones; * 1964), englischer Fußballspieler und -trainer
- Tom Weston-Jones (* 1987), britischer Schauspieler
- Tom Devonshire Jones († 2015), britischer Geistlicher und Autor
- Tomás Jones (1903–?), argentinischer Schwimmer
- Tommy Jones (Fußballspieler, 1905) (Thomas W. Jones; 1905–??), englischer Fußballspieler
- Tommy Jones (Fußballspieler, 1907) (Thomas William Jones; 1907–1980), englischer Fußballspieler
- Tommy Jones (Fußballspieler, 1909) (Thomas John Jones; 1909–??), walisischer Fußballspieler und -trainer
- Tommy Jones (Fußballspieler, 1915) (Thomas Jones; 1915–1995), englischer Fußballspieler
- Tommy Jones (Fußballspieler, 1918) (Thomas CledwynJones; 1918–1973), walisischer Fußballspieler
- Tommy Jones (Fußballspieler, 1930) (Thomas Edwin Jones; 1930–2010), englischer Fußballspieler
- Tommy Lee Jones (* 1946), US-amerikanischer Schauspieler
- Tommy Madman Jones (Thomas Douglas Jones; 1922–1993), US-amerikanischer Jazzmusiker
- Tony Jones (* 1960), englischer Snookerspieler
- Tony Jones (Musiker) (* um 1963), US-amerikanischer Jazzmusiker
- Tony Ray-Jones (Holroyd Anthony Ray-Jones; 1941–1972), britischer Fotograf
- Tracey Cherelle Jones (* 1970), US-amerikanische Schauspielerin
- Travia Jones (* 1995), kanadische Leichtathletin
- Trevor Jones (* 1949), südafrikanischer Filmkomponist
- Trevor Rees-Jones (* 1968), britischer Leibwächter
- Tristan Jones (1924–1995), walisischer Autor
- Tristan Garel-Jones, Baron Garel-Jones (1941–2020), britischer Politiker

### U
- Uriel Jones (1934–2009), US-amerikanischer Musiker

### V
- Valerie Jones (* 1948), kanadische Eiskunstläuferin
- Van Jones (* 1968), US-amerikanischer Aktivist
- Vaughan F. R. Jones (1952–2020), neuseeländischer Mathematiker
- Vegas Jones (* 1994), italienischer Rapper
- Veronika Nowag-Jones (* 1946), deutsche Schauspielerin und Theaterregisseurin
- Victor Jones (* 1954), US-amerikanischer Jazzmusiker
- Vikki Jones (* im 20. Jahrhundert), US-amerikanische Skirennläuferin
- Vincent Lloyd-Jones (1901–1986), britischer Richter
- Vinnie Jones (* 1965), walisischer Fußballspieler und Schauspieler
- Violet Key Jones (1883–1958), irisch-englisch-britische Suffragette
- Virgil Jones (1939–2012), US-amerikanischer Trompeter
- Vivian Malone Jones (1942–2005), US-amerikanische Bürgerrechtlerin

### W
- Wali Jones (* 1942), US-amerikanischer Basketballspieler
- Wallace Jones (Musiker) (1906–1983), US-amerikanischer Jazztrompeter
- Wallace Jones (Basketballspieler) (1926–2014), US-amerikanischer Basketballspieler
- Walter Jones (Politiker) (1745–1815), US-amerikanischer Politiker
- Walter Jones (Polospieler) (1866–1932), englischer Polospieler
- Walter Jones (Fußballspieler, 1884) (James Walter Edmund Jones; 1884/1890–1951), englischer Fußballspieler
- Walter Jones (Fußballspieler, Januar 1925) (1925–2001), englischer Fußballspieler
- Walter Jones (Fußballspieler, April 1925) (* 1925), nordirischer Fußballspieler
- Walter Jones (Footballspieler) (* 1974), US-amerikanischer American-Football-Spieler
- Walter B. Jones (Walter Beaman Jones Jr.; 1943–2019), US-amerikanischer Politiker
- Walter B. Jones senior (Walter Beaman Jones Sr.; 1913–1992), US-amerikanischer Politiker
- Walter Burgwyn Jones (1888–1963), US-amerikanischer Jurist und Politiker
- Walter Emanuel Jones (* 1970), US-amerikanischer Schauspieler
- Walter Jennings Jones (1865–1935), US-amerikanischer Biochemiker
- Warren Leroy Jones (1895–1993), US-amerikanischer Jurist
- Watkin Tudor Jones (* 1974), südafrikanischer Musiker und Produzent
- Watson Jones, US-amerikanischer Toningenieur,
- Wayne Jones (Fußballspieler, 1948) (* 1948), walisischer Fußballspieler
- Wayne Jones (Snookerspieler) (* 1959), walisischer Snookerspieler
- Wayne Jones (Dartspieler) (* 1965), englischer Dartspieler
- Wayne Jones (Fußballspieler, 1979) (* 1979), walisischer Fußballspieler
- Wesley Livsey Jones (1863–1932), US-amerikanischer Politiker
- Wiley E. Jones (1856–1924), US-amerikanischer Jurist und Politiker
- Will Jones (William J. Jones; 1928–2000), US-amerikanischer Sänger
- William Jones (Mathematiker) (1675–1749), walisischer Mathematiker
- William Jones (Maler), britischer Maler
- William Jones (Theologe) (William Jones of Nayland; 1726–1800), britischer Theologe
- William Jones (Orientalist) (1746–1794), walisischer Philologe und Jurist
- William Jones (Politiker, 1753) (1753–1822), US-amerikanischer Politiker, Gouverneur von Rhode Island
- William Jones (Politiker, 1760) (1760–1831), US-amerikanischer Politiker, Marineminister
- William Jones (Brauer) (1874–1936), walisischer Brauer
- William Jones (Kanute) (* 1931), australischer Kanute
- William Jones (Ruderer) (1924–2014), uruguayischer Ruderer
- William Jones (Segler) (* 1995), kanadischer Segler
- William Atkinson Jones (1849–1918), US-amerikanischer Politiker (Virginia)
- William Carey Jones (1855–1927), US-amerikanischer Politiker (Washington)
- William E. Jones (* 1962), US-amerikanischer Videokünstler, Filmemacher, Fotograf und Schriftsteller
- William Hall-Jones (1851–1936), neuseeländischer Politiker
- William Wynne-Jones, Baron Wynne-Jones (1903–1982), britischer Chemiker und Politiker
- William Landon Jones, eigentlicher Name von Gorilla Jones (1906–1982), US-amerikanischer Boxer
- William Theopilus Jones (1842–1882), US-amerikanischer Politiker
- Willie Jones (Politiker) (1740–1801), US-amerikanischer Politiker
- Willie Jones (Pianist) (William Marvin Jones; 1920–1977), US-amerikanischer Pianist
- Willie Jones (Baseballspieler) (Willie Edward Jones; 1925–1983), US-amerikanischer Baseballspieler
- Willie Jones (Schlagzeuger, 1929) (William Jones; 1929–1993), US-amerikanischer Schlagzeuger
- Willie Jones (Sänger) (Willie Cornelius Jones; * 1936), US-amerikanischer Sänger
- Willie Jones (Footballspieler) (Willie Lorenzo Jones; * 1957), US-amerikanischer American-Football-Spieler
- Willie Jones (Schlagzeuger, 1968) (Willie Jones III; * 1968), US-amerikanischer Schlagzeuger
- Wizz Jones (1939–2025), englischer Gitarrist und Singer-Songwriter
- Wilwardo Jones Níger, äquatorialguineischer Politiker, Bürgermeister von Malabo
- Woodrow Wilson Jones (1914–2002), US-amerikanischer Jurist und Politiker
- Wyn Jones (* 1992), walisischer Rugby-Union-Spieler

### Z
- Zay Jones (Isaiah Avery Jones; * 1995), US-amerikanischer American-Football-Spieler
- Zeke Jones (Larry Lee Jones; * 1966), US-amerikanischer Ringer
- Zoe Jones (* 1980), britische Eiskunstläuferin
- Zoe Lister-Jones (* 1982), US-amerikanische Schauspielerin

### Künstlername
- Mr Jones (Jürgen Bichlmeier; * 1971), deutscher Singer-Songwriter, Gitarrist und Mundharmonikaspieler

### Kunstfiguren
- Bridget Jones
- Indiana Jones
- Kentucky Jones
- Sally Jones